# Шатровий вітряк

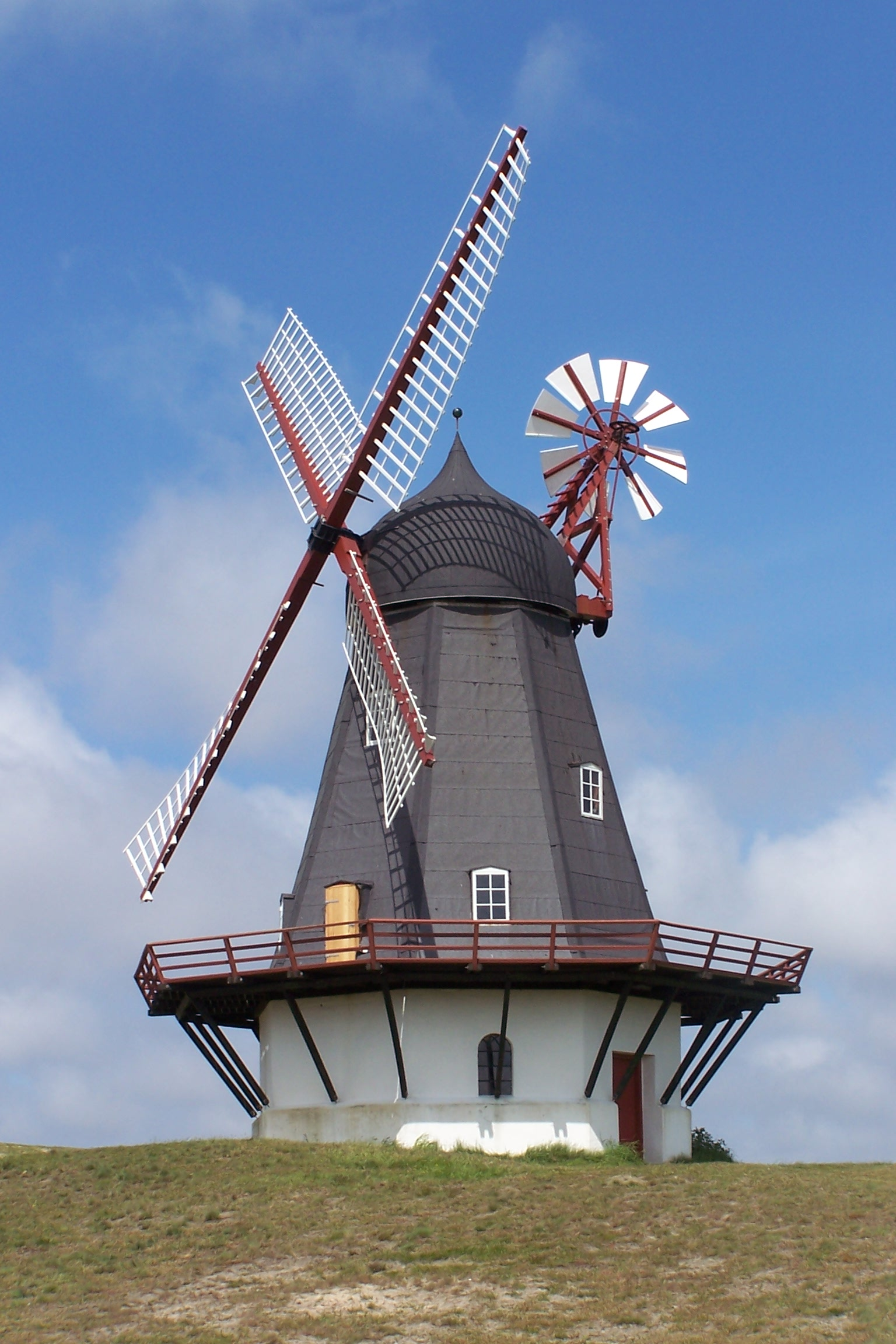
Шатровий вітряк на острові Фане, Данія.

Шатровий вітряк чи голландський вітряк, розм. шатровка — різновид вітряка, в якого обертається не весь корпус, а тільки верхня частина (шатро), де розташований вал з крилами. Походять шатрові вітряки з Нідерландів і Північної Німеччини. На території Російської імперії були поширені на великоросійських і білоруських землях, у Прибалтиці, а на території сучасної України прижилися місцями в сучасних Чернігівській, Київській, Житомирській, Рівненській, Запорізькій областях. Пізніше в Україні були поширені розроблені Володимиром Стрільцем на початку 50-х років ХХ століття шатрові вітряки типу Д-15, конструктивно прості у виготовленні, з добрими показниками потужності, ефективності, надійності та економії виробничих матеріалів.

## Історія
Найраніші шатрові вітряки з'явилися у XIV—XV століттях, вони належали до так званих вежових вітряків, мали циліндричну форму і обертання шатра проводилося зсередини. У XVII столітті виникає звичний конусоподібний чи пірамідальний тип зі зовнішнім повертанням шатра: за допомогою складеного воротила. Першими такі вітряки стали будувати в Нідерландах і Північній Німеччині, де вони слугували вітряними насосами для осушення польдерів, а їхній винахід приписується гідроінженеру й архітектору Яну Лехватеру, який досконалив конструкцію вежового вітряка. Шатрові вітряки досягли вершини свого розквіту на початку XIX століття, після чого почалося витіснення вітряних машин паровими.

## Опис

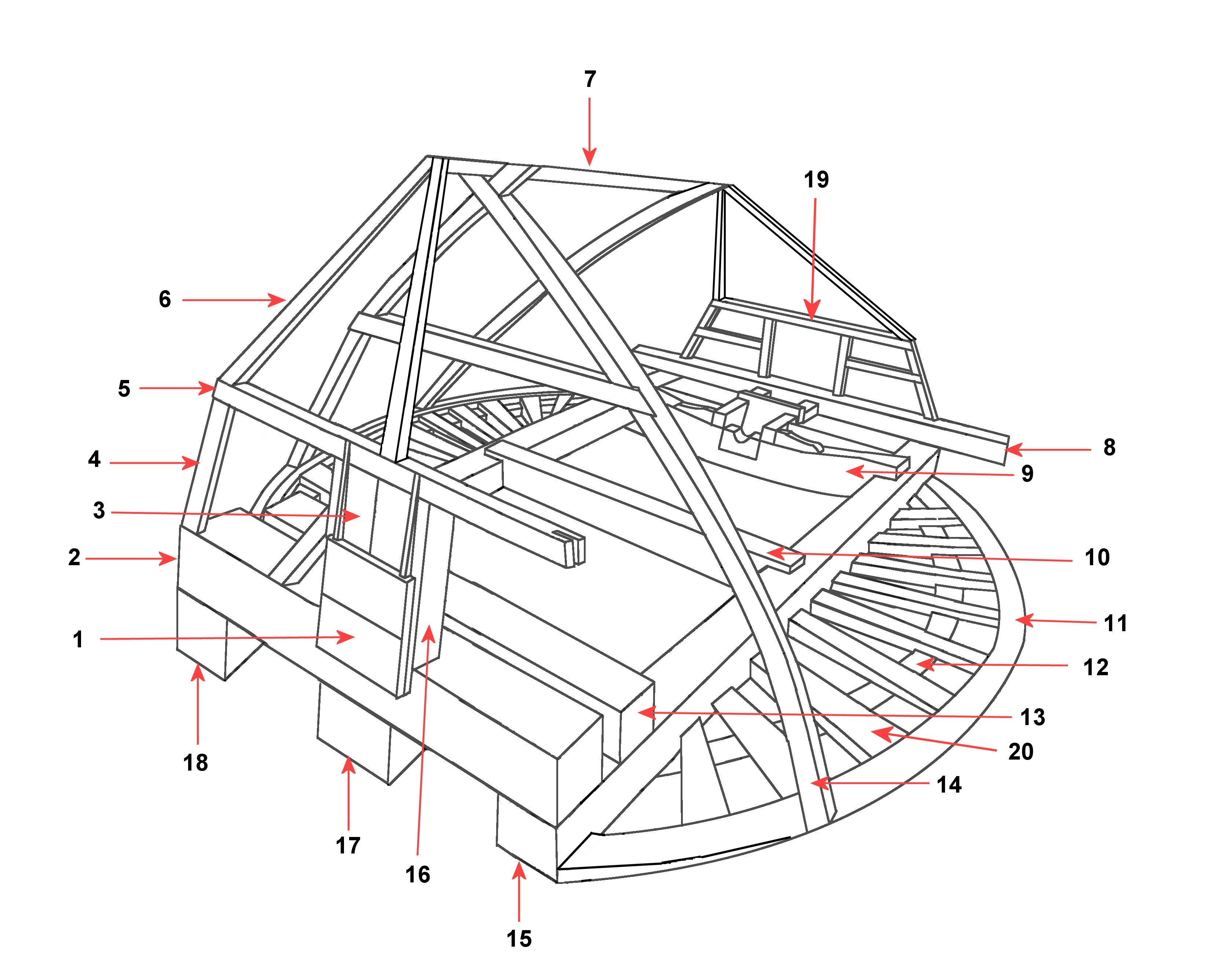
Схема каркаса шатра. 1 — дошка кам'яної опори вала, 2 — вітряна подушка, 3 — напрямні бруси вала, 4 — наріжний стовпчик, 5 — передня бесідкова балка, 6 — «вовча навкосина», 7 — гребенева балка, 8 — короткий випуск, 9 — опорна балка заднього кінця вала, 10 — залізна балка, 11 — підкроквяне кільце, 12 — верхнє кільце, 13 — опорна балка, 14 — кроквина, 15 — лівий сполучний брус, 16 — контрбрус вала, 17 — підпорний брус («бургомістр»), 18 — правий сполучний брус, 19 — задня бесідкова балка, 20 — брус решітки.

Завдяки тому, що на шатрових вітряках нема потреби в рухомості всього корпусу, останній може бути виконаний набагато більших розмірів, ніж у стовпового чи пальтрака, а також з більш довговічних матеріалів. Будівлі для голландських вітряків здебільшого цегляні чи кам'яні, у вигляді зрізаного конуса. Трапляються і дерев'яні, у формі восьмикутної зрізаної піраміди, іноді нижня частина вітряка буває кам'яна, а верхня — дерев'яна. Рідше можна зустріти шатрові вітряки у формі шестикутної і навіть десятикутної та дванадцятикутної зрізаної піраміди. В Україні та Росії були поширені рублені шатрові вітряки різноманітних форм: восьмерик, восьмерик на четверику, каркасна піраміда на зрубі тощо. На відміну від стовпових вітряків, які мають здебільшого прямокутний корпус, відрізнювальною рисою шатрових є округлий корпус, через що їх ще називали «кругляками».

Будова шатрового вітряка:
1 — кам'яний фундамент
2 — зовнішня галерея
3 — труба для борошна з мішком під нею
4 — посад (жорна разом з механізмом обертання) з кошем над ним
5 — цівкове колесо (шестірня) головного вала
6 — цівкове колесо (шестірня) веретена жорен
7 — головний вал
8 — підіймач для мішків з приводом до головного вала
9 — підіймальний стіл головного вала
10 — корончасте колесо головного вала
11 — кільцева рейка кремальєри обертового шатра
12 — втулка крилового вала
13 — жердини («рамена») з крилами
14 — криловий вал
15 — гальмове колесо
16 — колесо орієнтації («віндроза»)
Літерами позначені поверхи:
A — зала доставки
B — галерейний поверх
C — борошняний поверх
D — жорновий поверх
E — поверх підіймача
F — шатровий поверх
G — шатро

Внутрішня будова шатрового вітряка має певні відмінності від будови стовпового вітряка чи пальтрака. Оскільки шатро і разом з ним криловий вал постійно переміщаються відносно нижньої нерухомої частини, де закріплений вертикальний вал, необхідно забезпечити встановлення вертикального вала точно по центру вітряка, для надійного зчеплення зубчастих коліс обох валів. Нижній кінець вертикального вала може з'єднуватися з порплицею верхнього жорна, але частіше за все вітряки такого типу мають кілька посадів: замість цівкової передачі в цьому випадку використовується передача з двох великих корончастих коліс (можуть також використовуватися палечні), а в нижній частині вала на нього насаджене палечне колесо, яке приводить в обертання цівкові колеса веретен жорен. Оскільки крила при зміні напрямку вітру можуть опинитися на будь-якій стороні млина, для безпечного входу і виходу на шатрових вітряках з низькорозташованими крилами влаштовувалося двоє дверей, розташованих одні навпроти одних, що уможливлювало безпечний вхід і вихід за будь-якого напрямку вітру.
Шатро (відоме також як «горобина», «шапочка») складається з дерев'яної основи з брусів, і кроквяної системи з покрівлею. Для забезпечення вільного обертання шатро спирається на опорно-поворотну вальницю з роликами, встановлену по окружності верхньої частини нерухомого корпусу. Дах шатра покривається дранкою, ґонтом, тесом, бляхою або очеретом.

### Поверхи
На деяких шатрових вітряках є до 9 поверхів. Вони мають спеціальні найменування:
- Шатровий (нім. Kappenboden, Radstube, нід. kapzolder, англ. dust floor/cap floor) — розташовується всередині шатра і верхній частині корпусу;
- Поверх підіймача (нім. Hebeboden, Schüttboden, нід. luizolder, англ. hoist floor/bin floor) — на нього підіймається підіймачем зерно для наступного засипання в кіш;
- Жорновий (нім. Steinboden, Mahlboden, нід. steenzolder, англ. stone floor);
- Борошняний (нім. Mehlboden, нід. maalzolder/meelzolder, англ. meal floor);
- Галерейний, житловий, мішковий (нім. Galerieboden, нід. baliezolder, woonhuis/zakzolder, англ. gallery (stage) floor, living floor/sack floor);
- Комірний, складський (нім. Lagerboden, нід. opslagzolder, англ. grain floor);
- Зерносховищний (нім. Kornlager, нід. graan opslagzolder, англ. grain store);
- Житловий (нім. Wohnboden, нід. woonhuis, англ. bedroom/living floor);
- Вхідний, льоховий, житловий (нім. Eingangshalle/Keller/Wohnung, нід. invaart/woonhuis, англ. living room/cellar floor).

### Механізм орієнтації
Для забезпечення орієнтації шатрового вітряка по вітру може застосовуватися важіль-воротило, закріплений у задній частині шатра. На відміну від воротила стовпових вітряків і пальтраків, яке закріплене в нижній частині і розташоване майже паралельно до поверхні, воротило голландських вітряків круто спускається від шатра донизу. Воно може мати складнішу будову: з кількох з'єднаних нижніми кінцями брусів, верхні кінці яких кріпляться до кінців двох горизонтальних балок шатра. Обертання воротила може здійснюватися як безпосередньо з поверхні землі, так і з кругової галереї.
Для автоматичної орієнтації використовується звана «віндроза» (англ. windmill fantail, нім. Windrichtungsnachführung, у Словнику Брокгауза і Єфрона описується як «напрямне чи рульове колесо»). Вона розташована в тильній частині шатра і встановлена так, щоб площина обертання була перпендикулярна площині обертання крил. Коли вітер змінюється, вертушка-віндроза починає обертатися і своїм механізмом повертає шатро (чи весь вітряк) крилами проти вітру. Вісь вертушки укріплена між двома виносними балками, передачею з двох корончастих коліс вона з'єднується з паралельним балкам валом, який у свою чергу, передає обертання на гвинт-черв'як, теж закріплений між балками, але в безпосередній близькості до шатра. Він обертає шестірню вала, друга шестірня якого повертає шатрову кремальєру. Обертання кремальєри можна проводити й вручну, за допомогою коловорота із зубчастою передачею всередині шатра. Цей пристрій з'явився в XVIII ст., запатентований у 1745 році Едмундом Лі (Edmund Lee), ковалем з села Брокмілл-Фордж (Brockmill Forge) поблизу Вігана в Англії. Поширився на вітряках в околицях Лідса і Галла ближче до кінця століття.
Рідко використовується поворот шатра через зовнішній горизонтальний вал, один з кінців якого має шестірню з передачею на кремальєру шатра, а другий — колесо з ланцюгом. Тягнучи за ланцюг, обертають колесо з валом, і через шестірню передають обертання на кремальєру, повертаючи в потрібний бік шатро.
На деяких шатрових вітряках застосовується внутрішній поворот. Для цього використовується розташований всередині шатра коловорот, яким обертають систему зубчастих коліс, сполучених із зубчастою кремальєрою шатра.

## Підтипи

### Земляні
Земляні вітряки (нім. Erdholländer) не мають кам'яної основи, перший поверх у них з простою земляною підлогою, а кінці крил спускаються майже до самої землі, через що також називаються «землекриловими», «землекрильниками» (нім. Grundsegler, нід. grondzeiler).

### З кам'яним цоколем
Вітряки цього типу (нім. Sockelgeschossholländer) мають кам'яну основу.

### Курганні
Замість зведення галереї шатрові вітряки можуть зводитися на земляному насипу (кургані). Такий тип шатрових вітряків йменується «курганним вітряком» (нім. Wallholländer, Bergholländer, нід. bergmolen). Це уможливлює підняти вітряк вище над поверхнею землі без ускладнення конструкції, підвищивши ефективність роботи крил. У Нідерландах поряд з bergmolen щодо них вживається також назва grondzeiler.

### Проїзні
Проїзні чи льохові вітряки (нім. Durchfahrt-Holländer, Keller-Holländer) — різновид курганних. У їхню цокольну частину можна заїхати з обох сторін на возі чи тракторі і виїхати з протилежної сторони. У середині проїзду відбувалося розвантаження і навантаження.

### Галерейні
Галерейні вітряки (нім. Galerieholländer, нід. stellingmolen) мають містки-галерею навколо всього корпусу. Галереї зводилися на дуже високих вітряках і призначалися для полегшення обслугування крил, а також роботи з воротилом, важелями гальма крилового вала та регулятора вітрильності крил.

### Вежові
Вежовими вітряками в деяких країнах (нім. Turmholländer, нід. torenmolen) прийнято називати шатрові вітряки циліндричної чи злегка конічної форми, в той час як «шатровими» там йменуються конічні чи пірамідальні.

### Мішані
Вежові вітряки можуть водночас бути проїзними (льоховими), галерейними чи курганними. Рівним чином галерейні можуть мати ознаки проїзних. Існують також вітряки з додатковим водяним колесом, таким чином, ці млини поєднують ознаки вітряних і водяних.

Підтипи шатрових вітряків
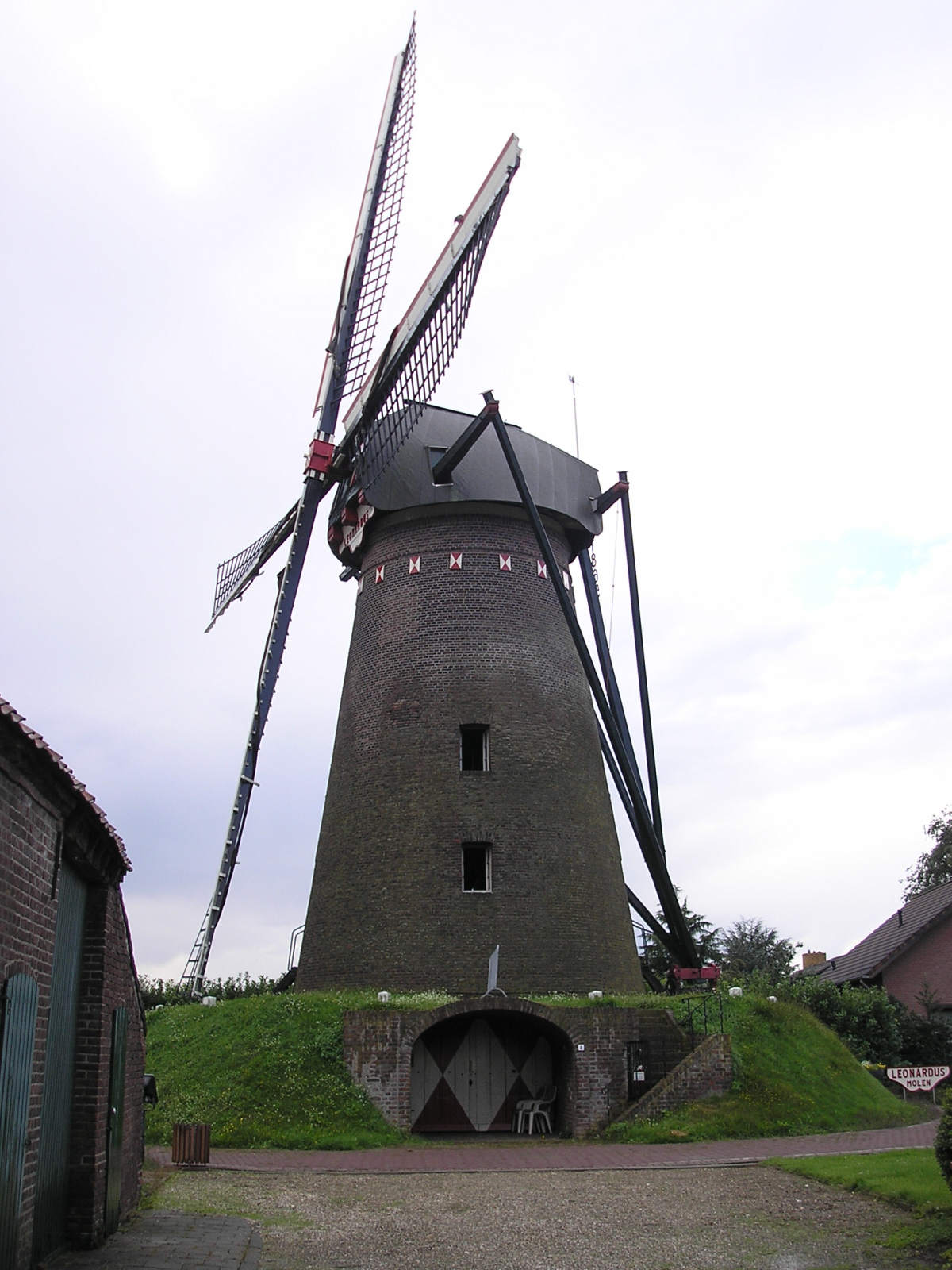
Курганний вітряк у Маасбрахті, Лімбург
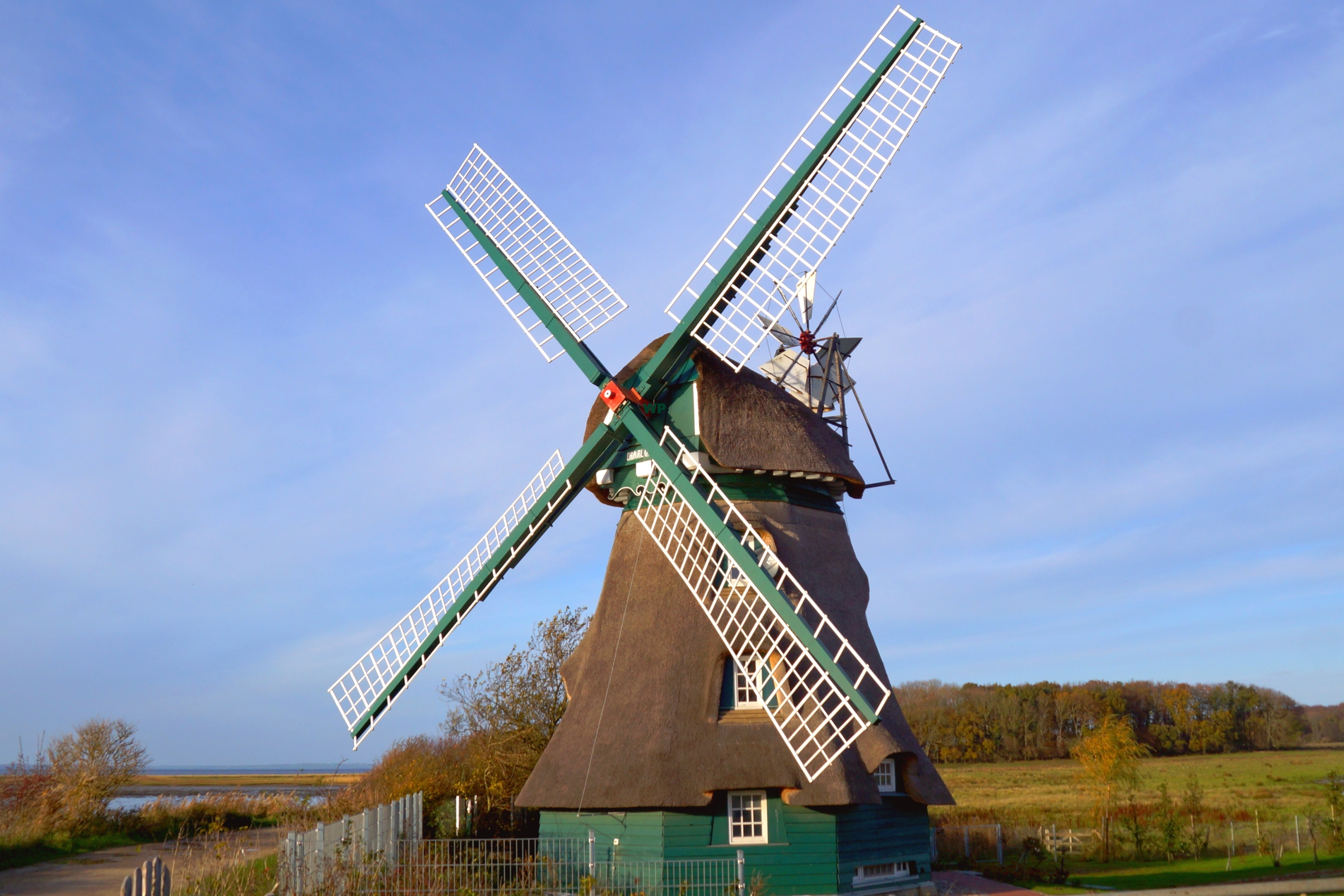
Земляний вітряк. Нібі, Німеччина
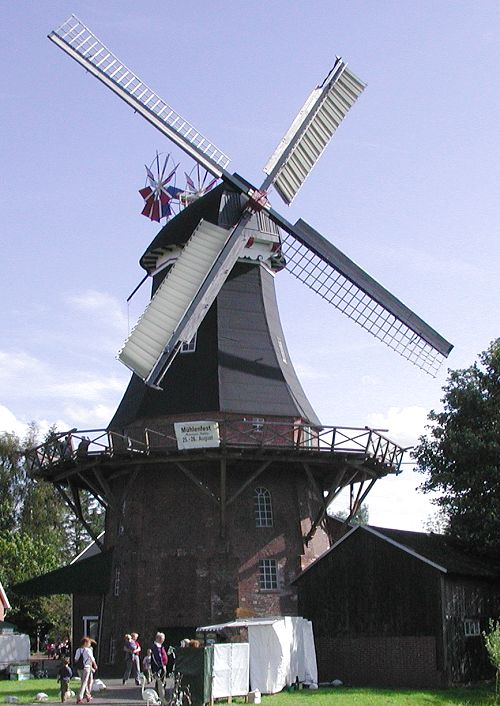
Галерейний вітряк. Норденгам, Німеччина.
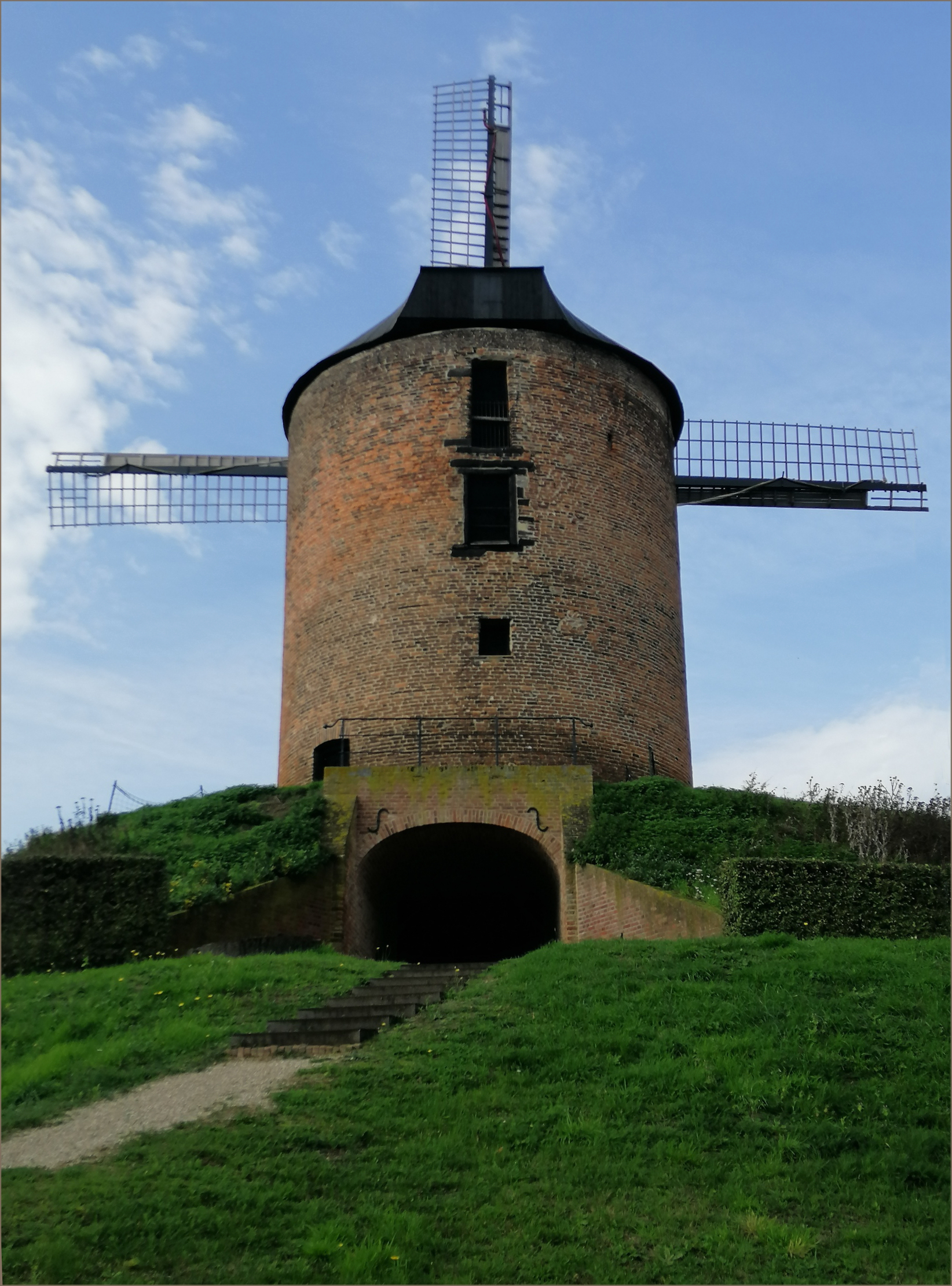
Проїзний вежовий вітряк. Зеддам, Нідерланди.
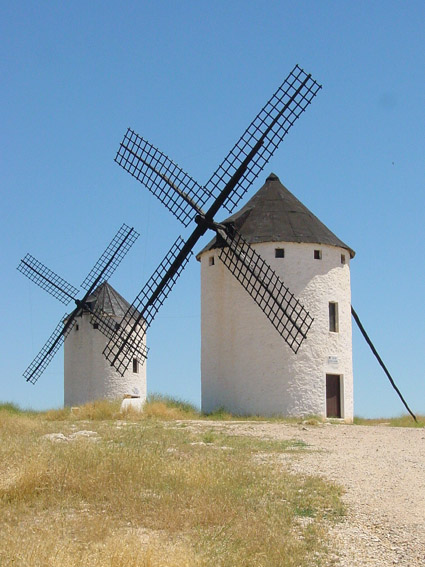
Вежові вітряки. Ла-Манча, Іспанія.

## Галерея

### Шатрові вітряки світу

Нідерланди
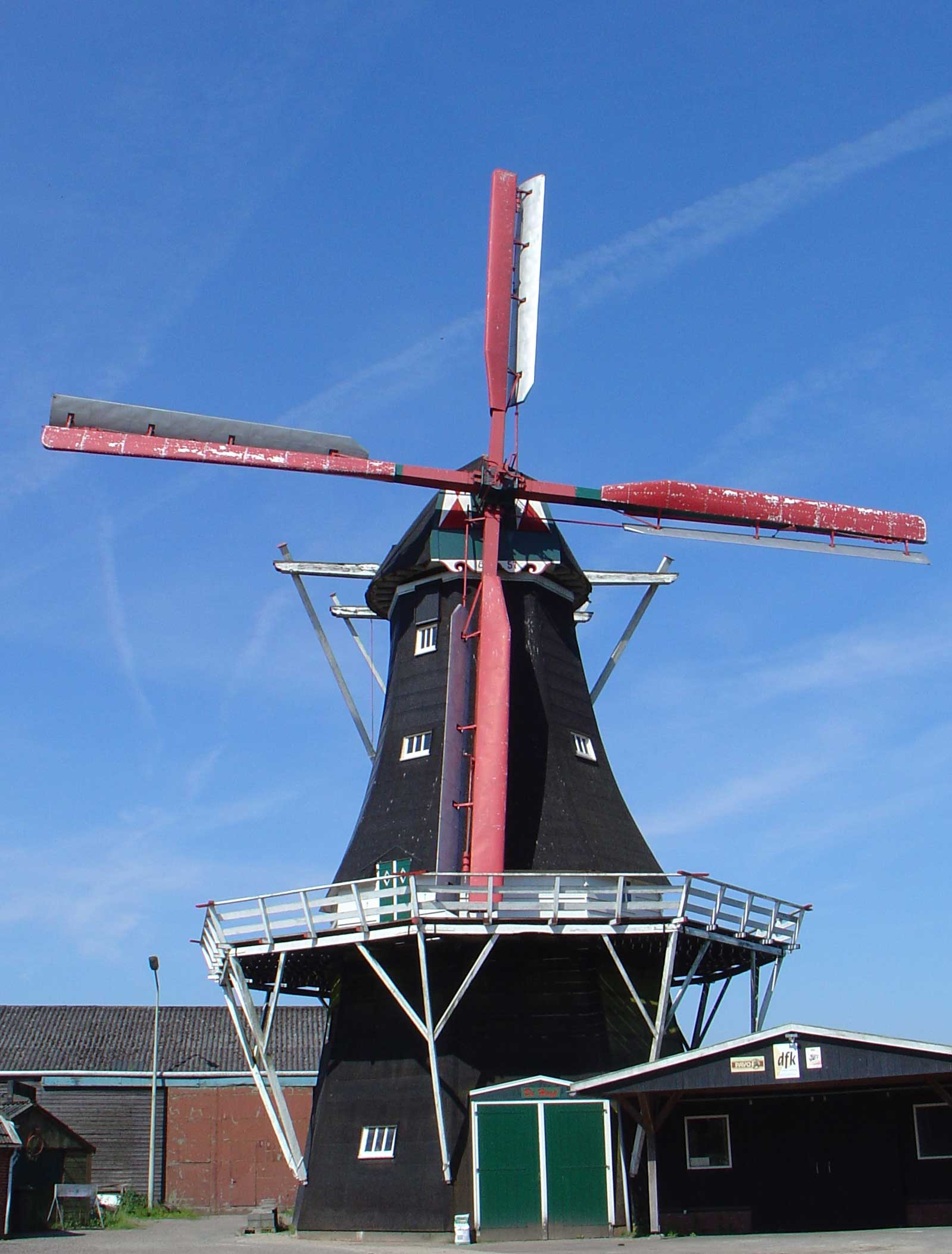
Вітряк у селі Норг
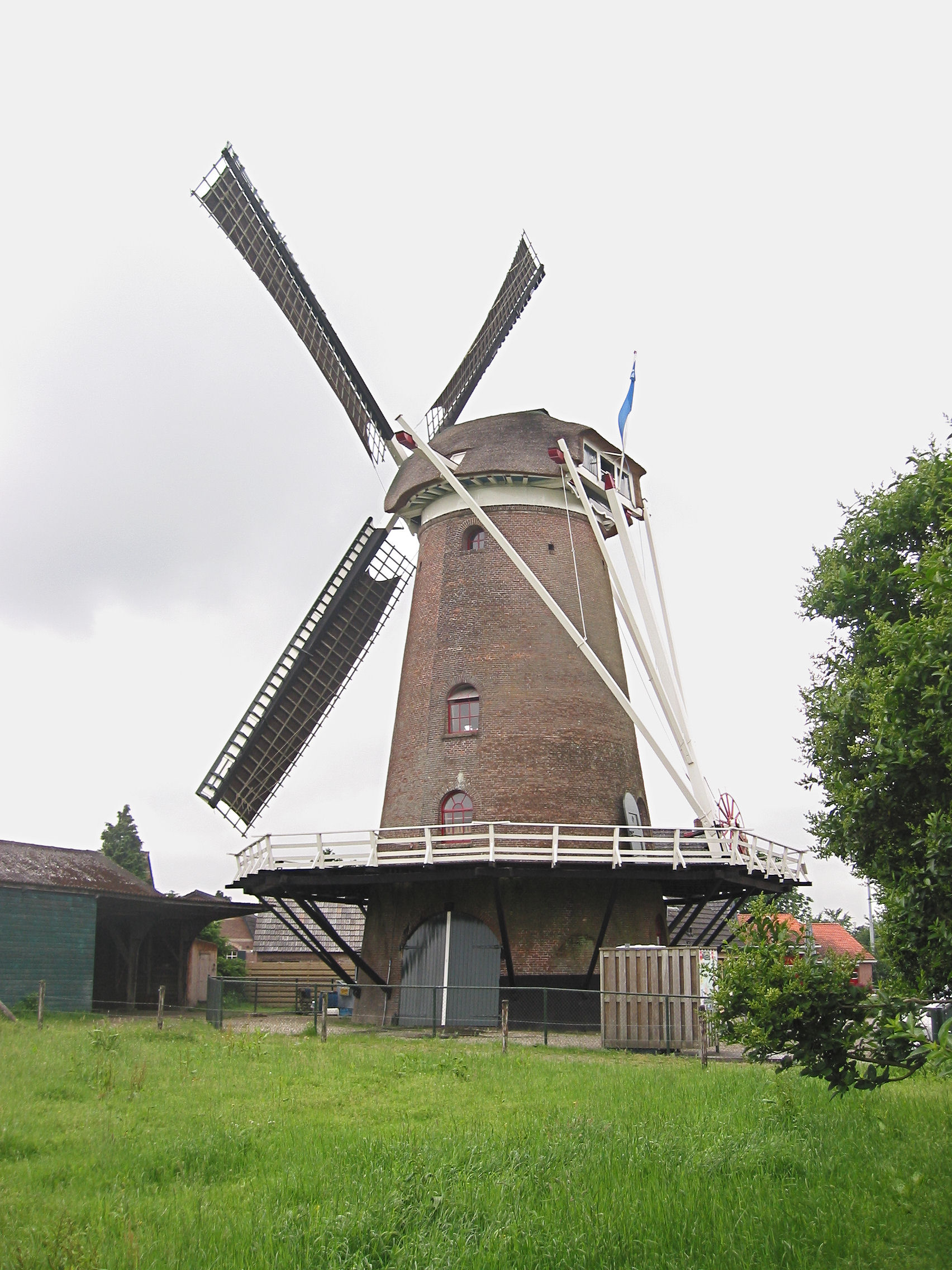
Вітряк у селі Гардерен
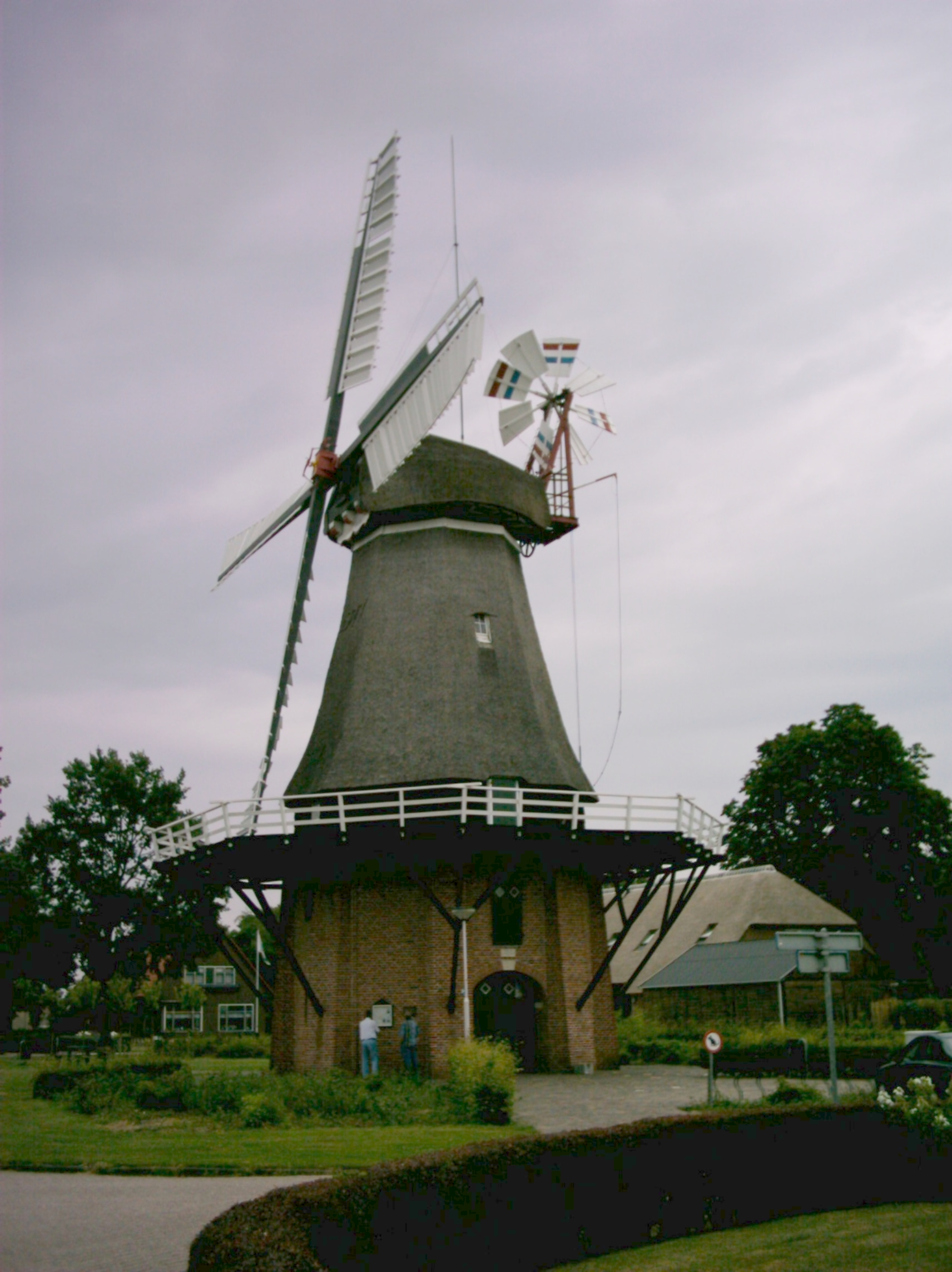
Вітряк у селі Нієвен
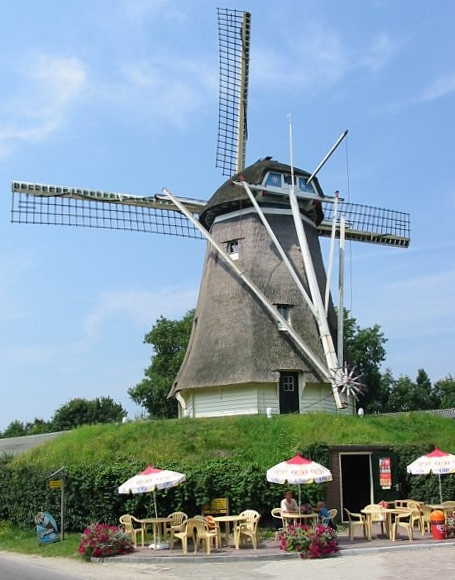
Вітряк у місті Нунспет
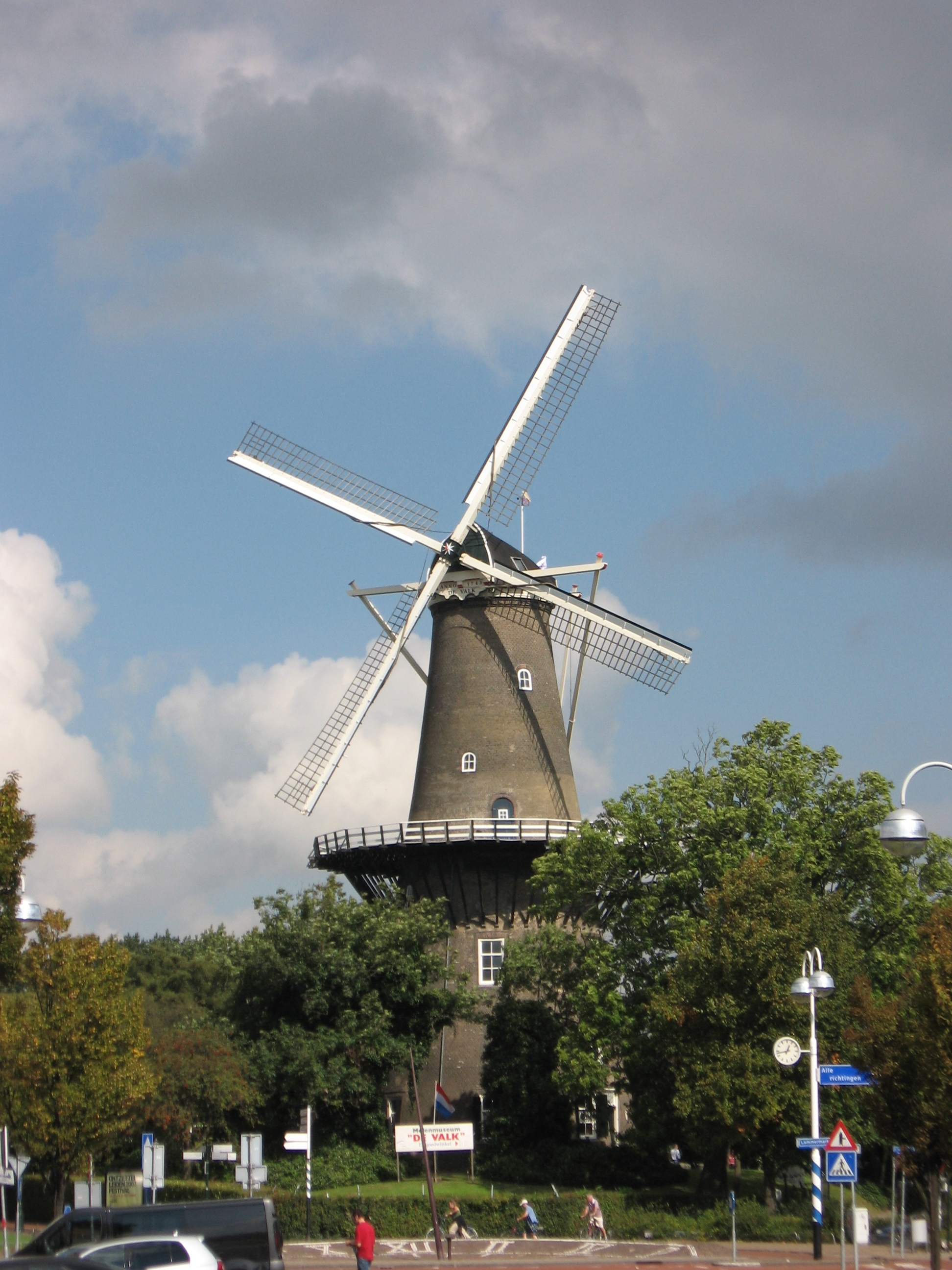
Вежовий галерейний вітряк De Valk, Лейден
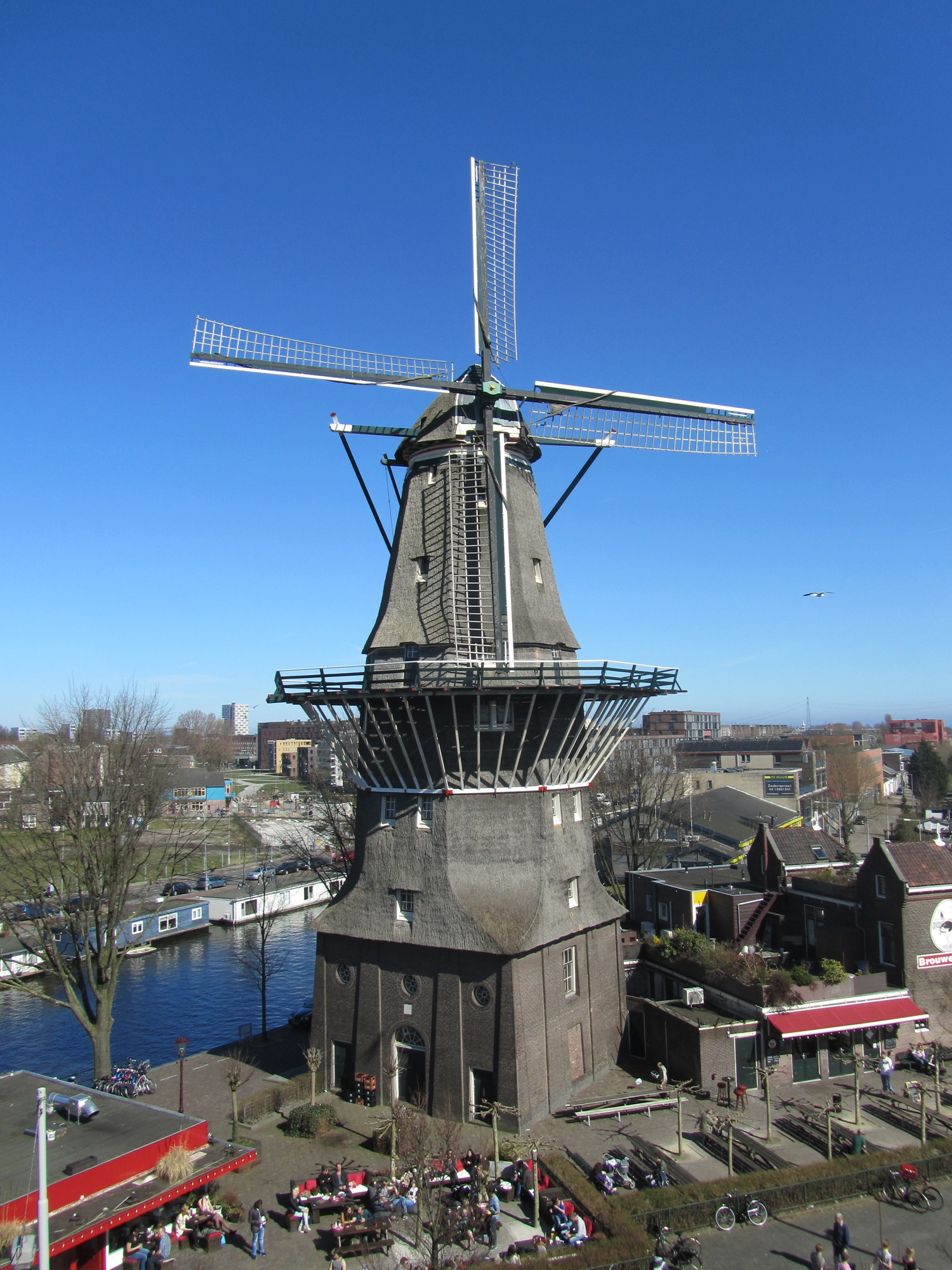
Галерейний вітряк De Gooyer, Амстердам, Нідерланди
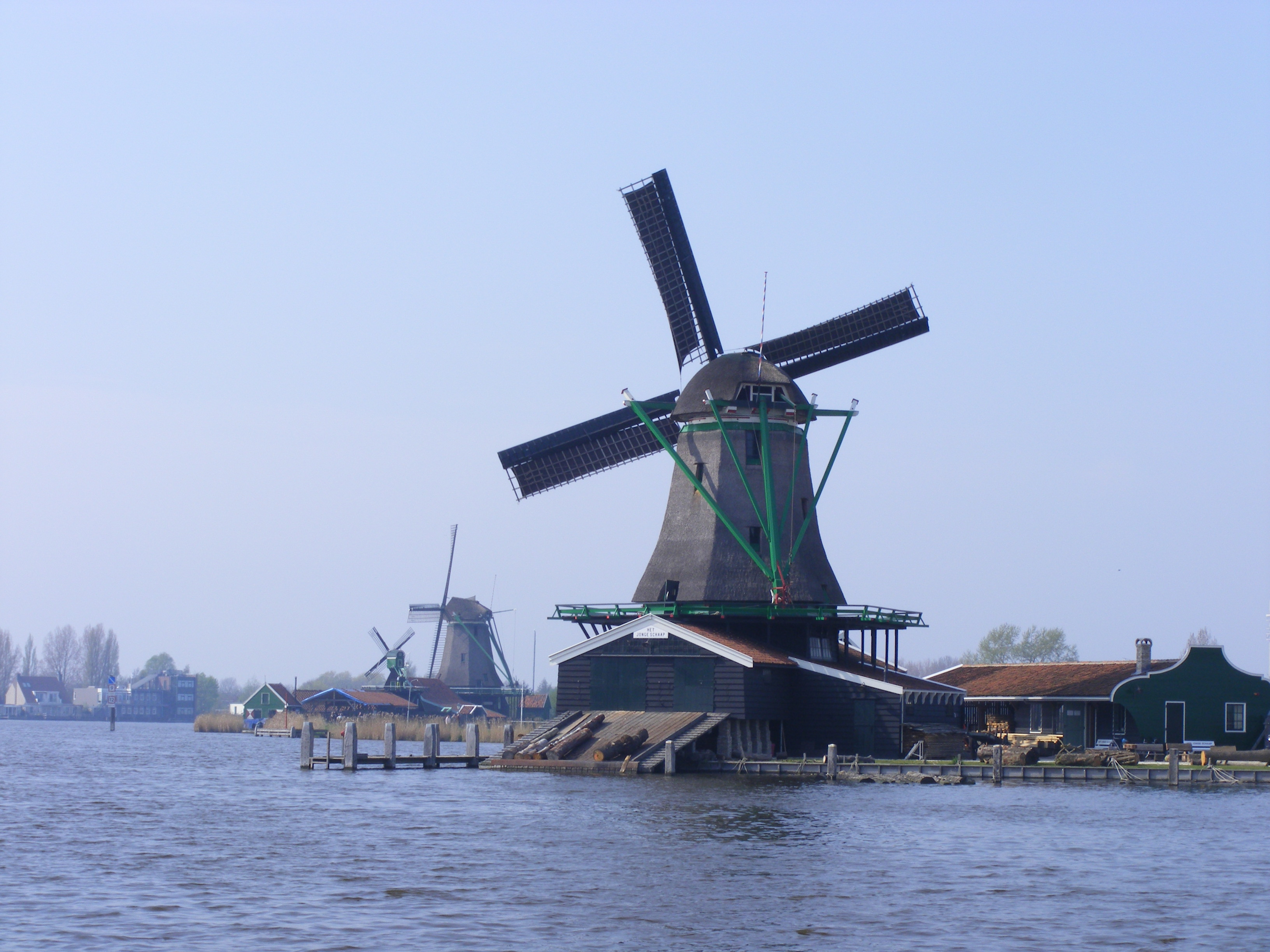
Вітряк-лісопильня «Молода вівця», музей Зансе-Сханс
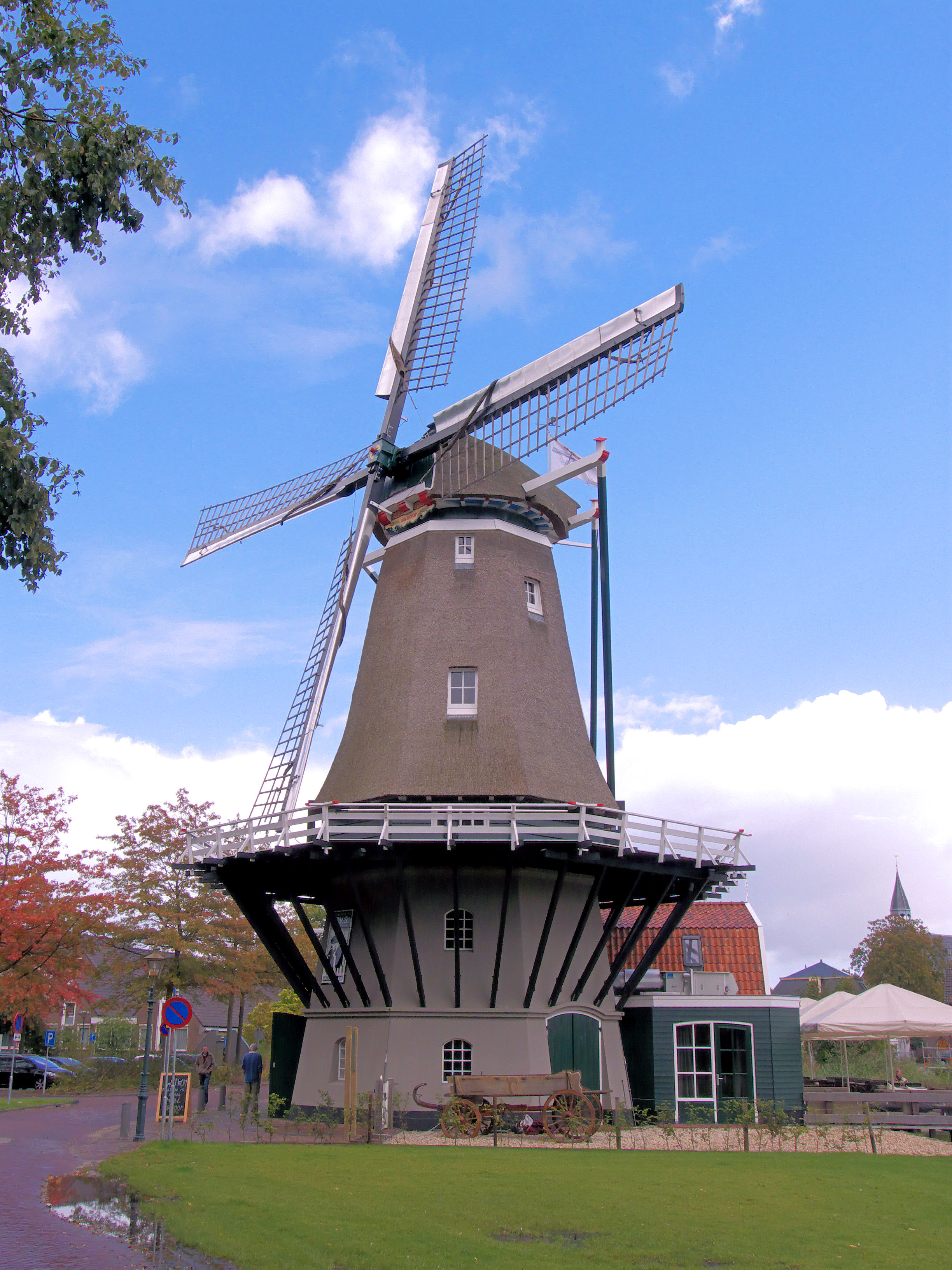
Вітряк De Hoop, Бунсхотен

Німеччина
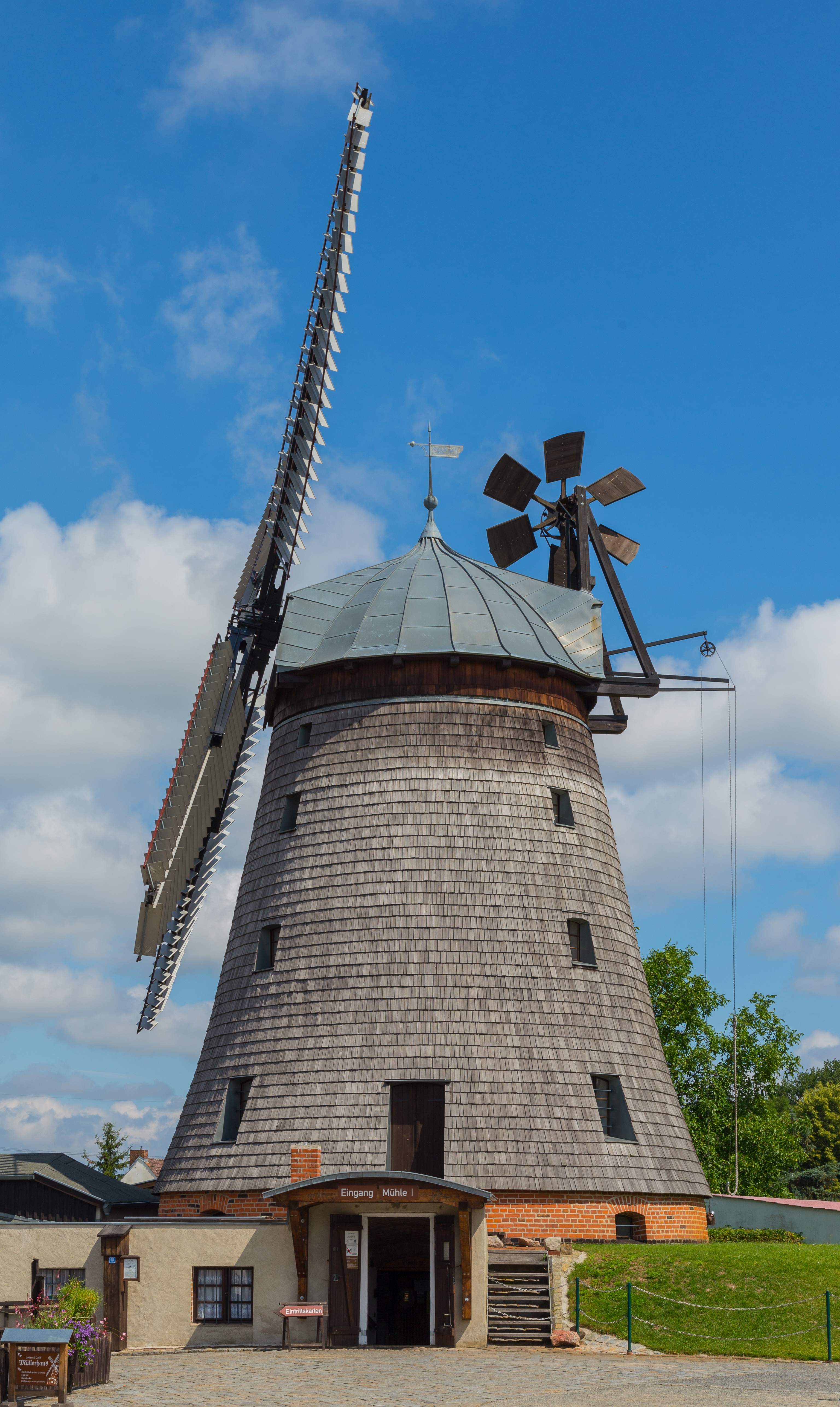
Вітряк у Штраупіці
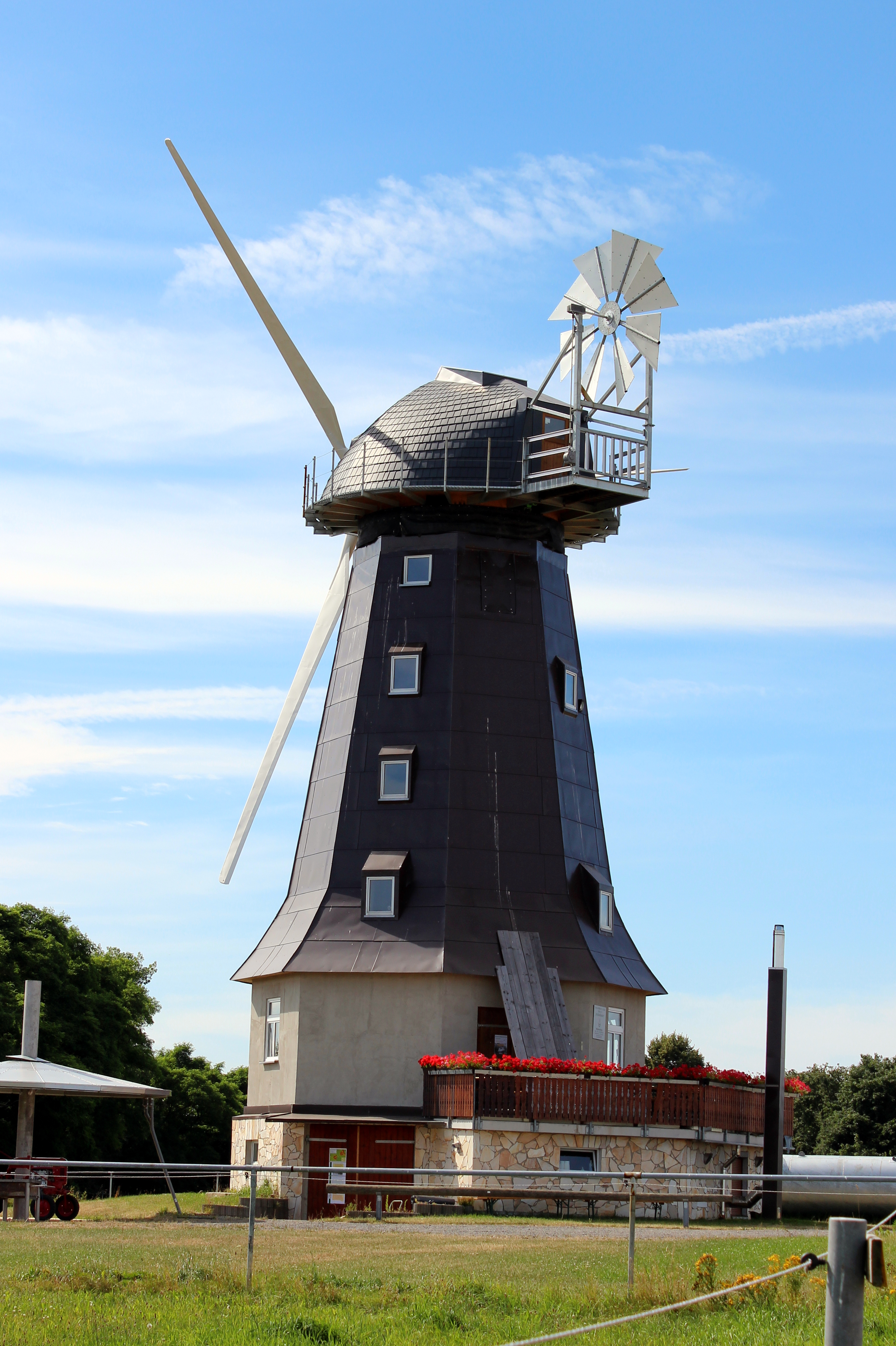
Сучасний шатровий вітряк. Відра, район міста Борна
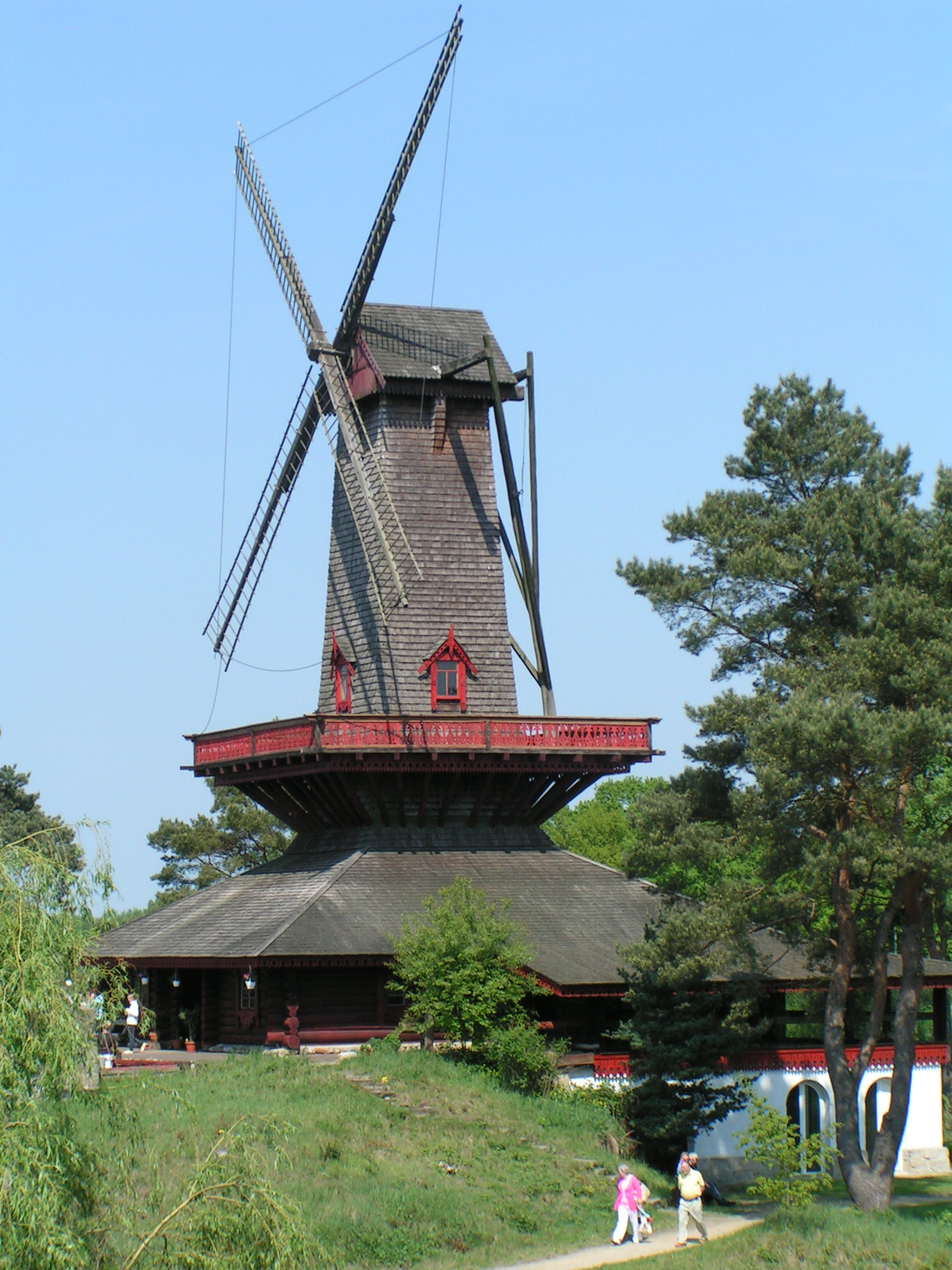
Український вітряк «Наташа» у Міжнародному музеї вітряків і водяних млинів. Гіфгорн
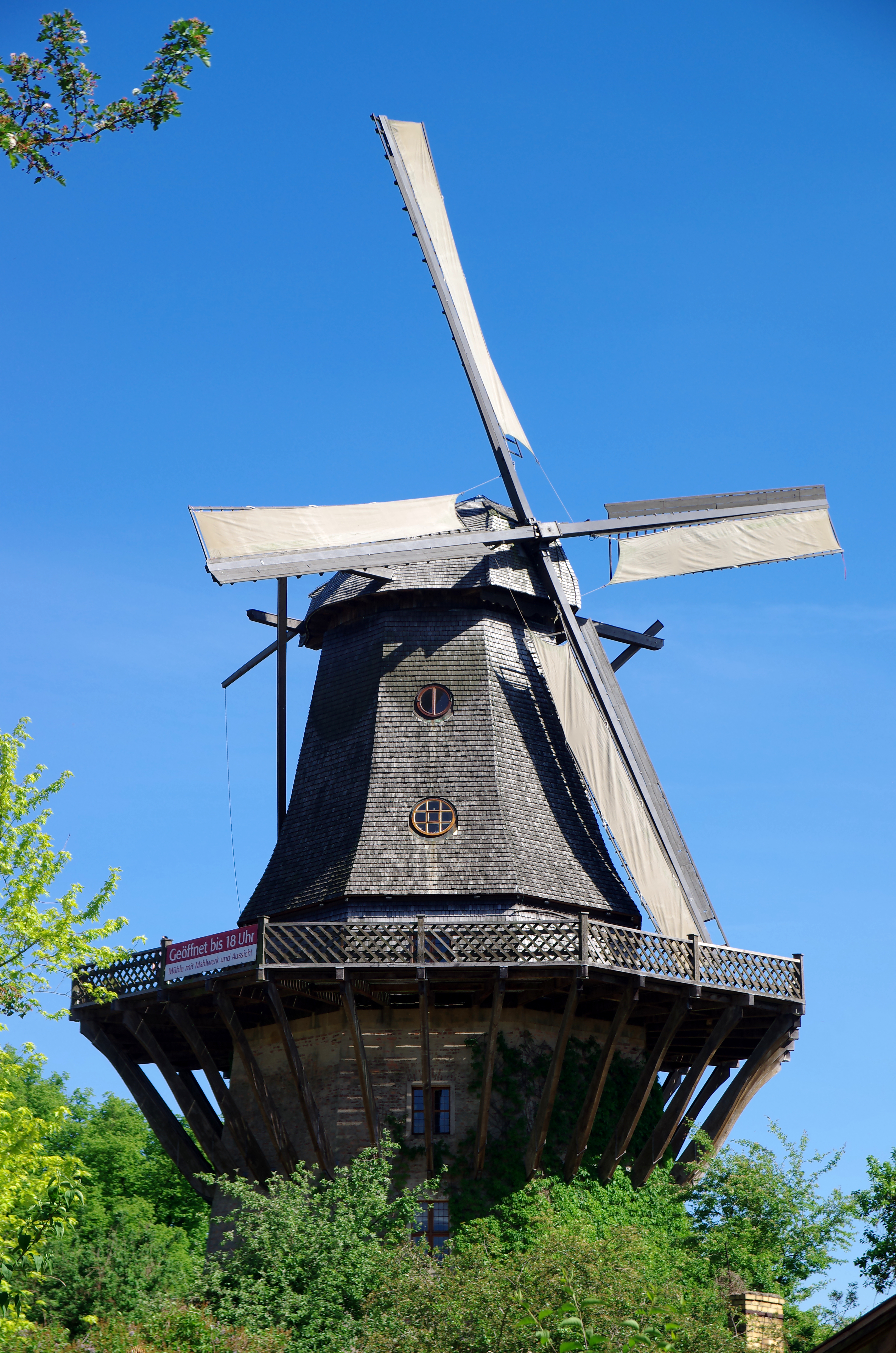
Шатровий вітряк Сан-Сусі, Потсдам

Україна
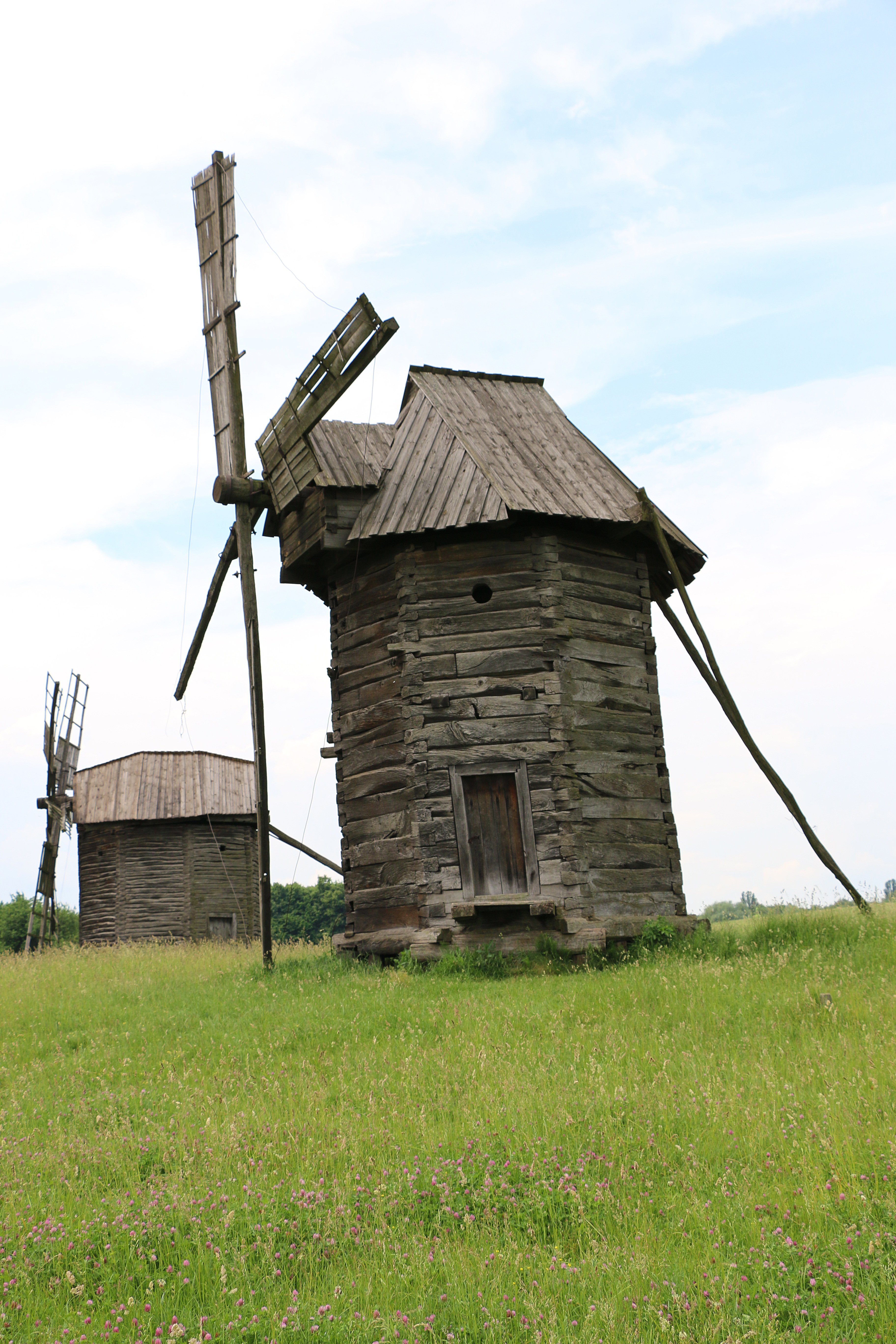
Вітряк з рубленим восьмериком із села Смолин Чернігівської області, Музей у Пирогові.
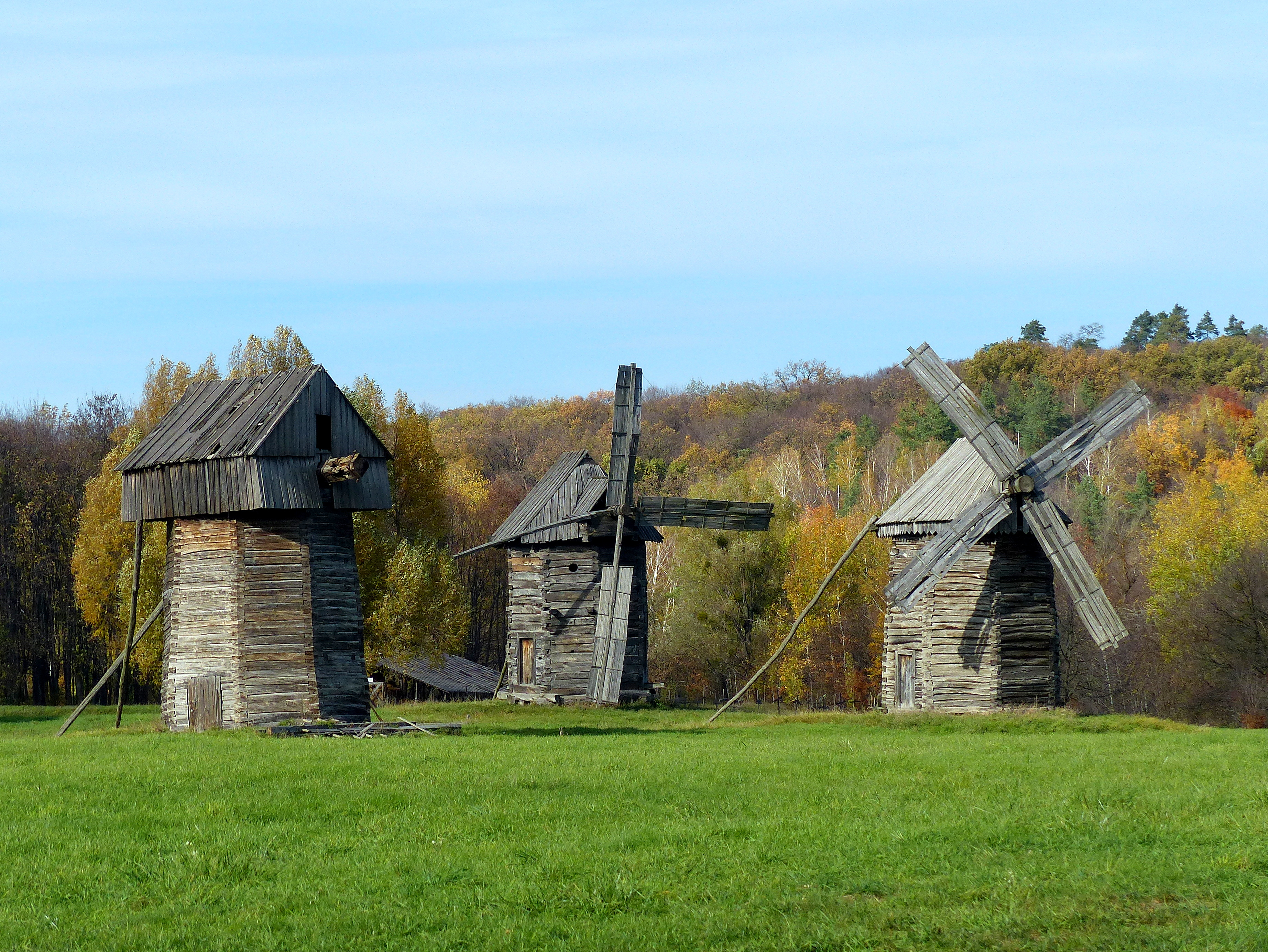
Три рублених шатрових вітряки. Музей у Пирогові.
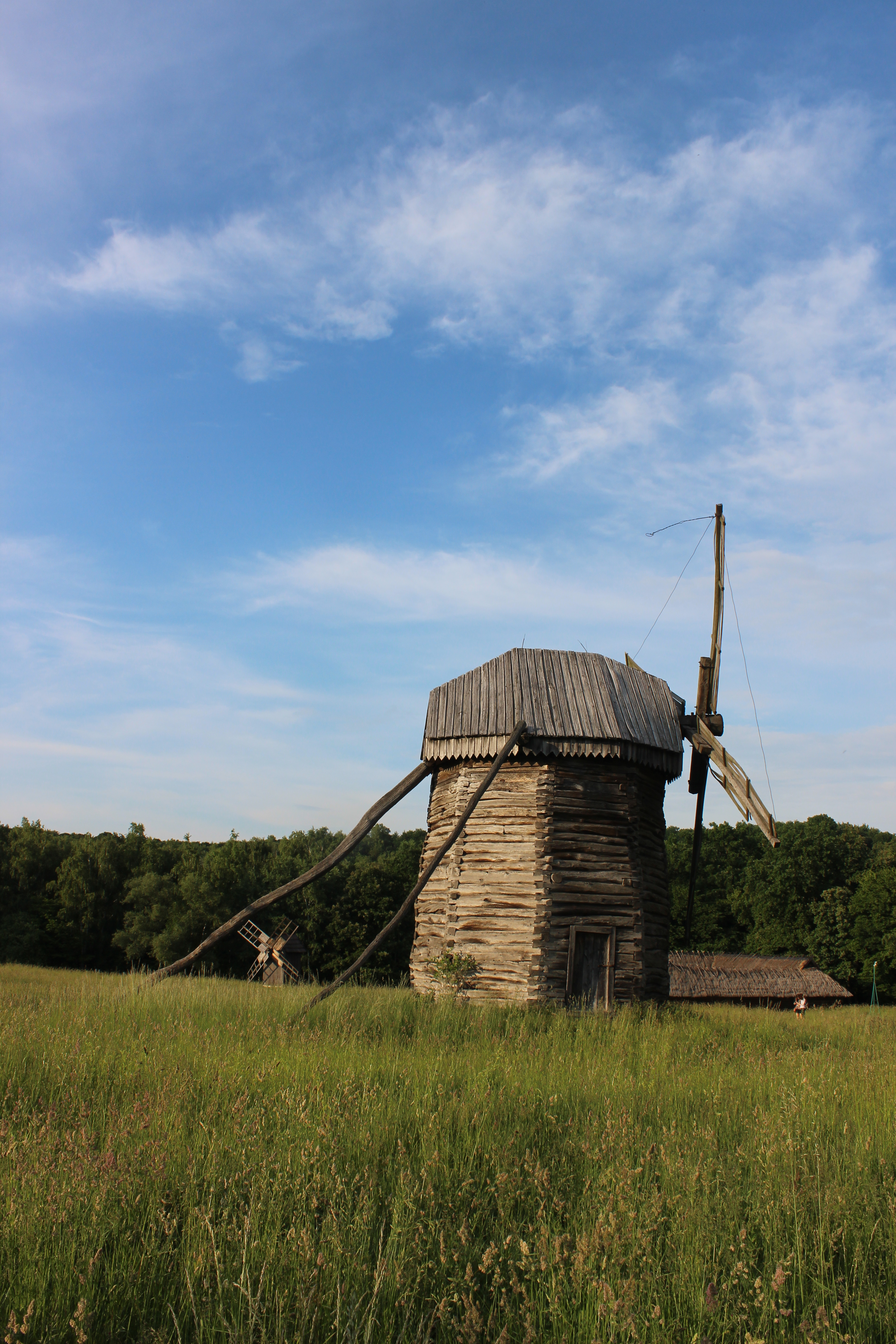
Вітряк із села Морочне. Музей у Пирогові.
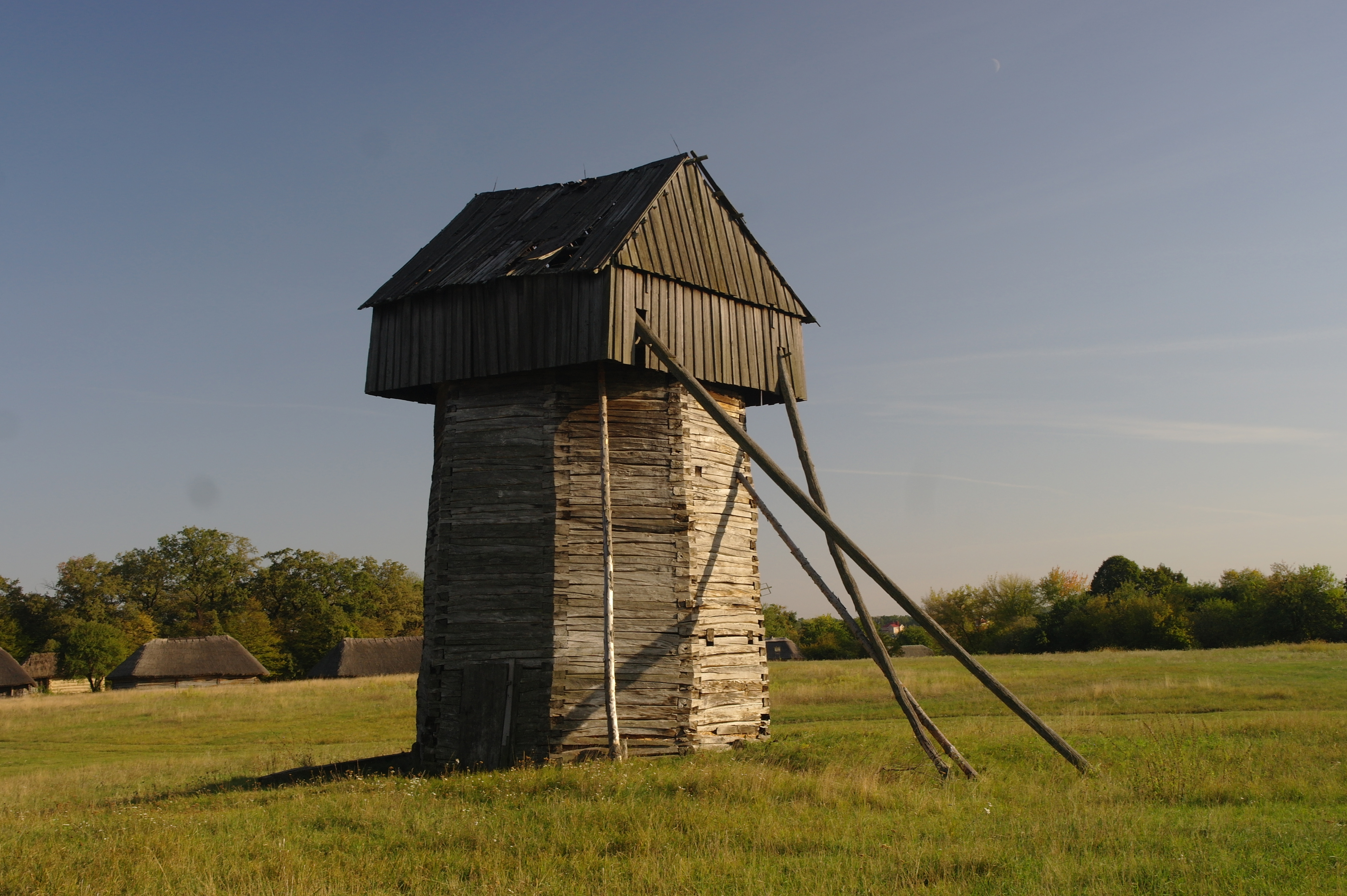
Шатровий вітряк без крил. Музей у Пирогові.
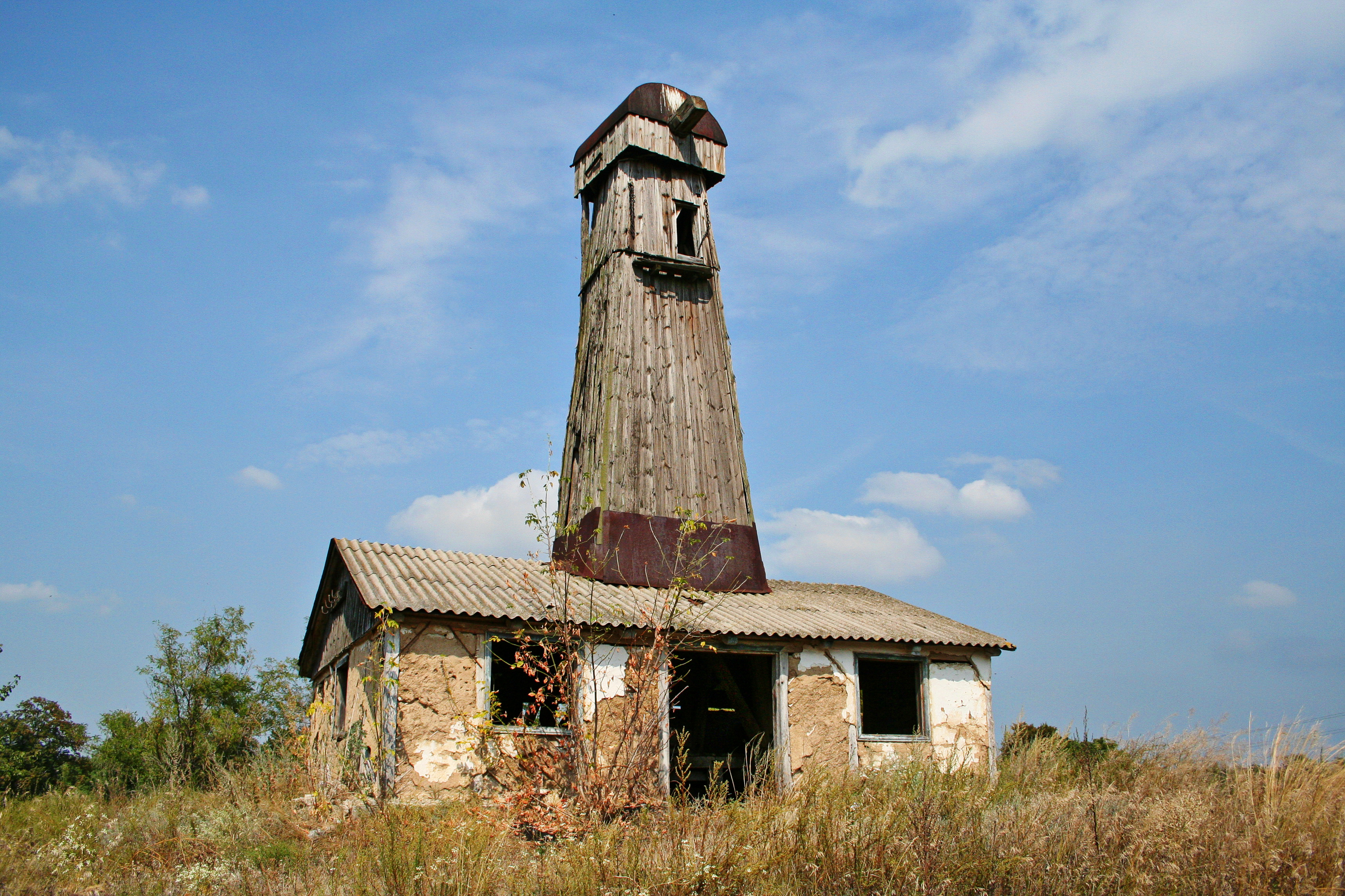
Вітряк типу Д-15 у селі Бобриця
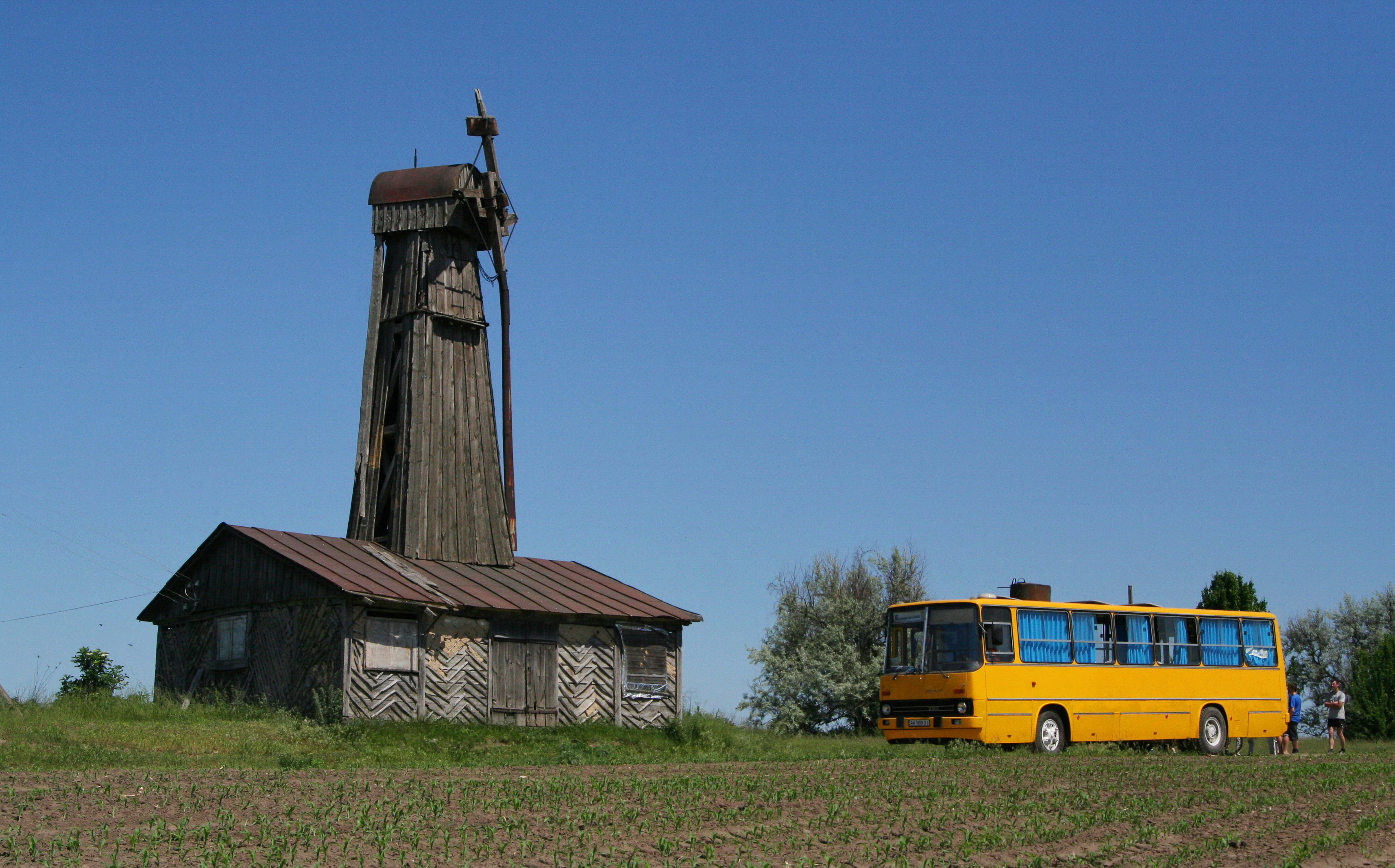
Вітряк типу Д-15 у селі Грищинці
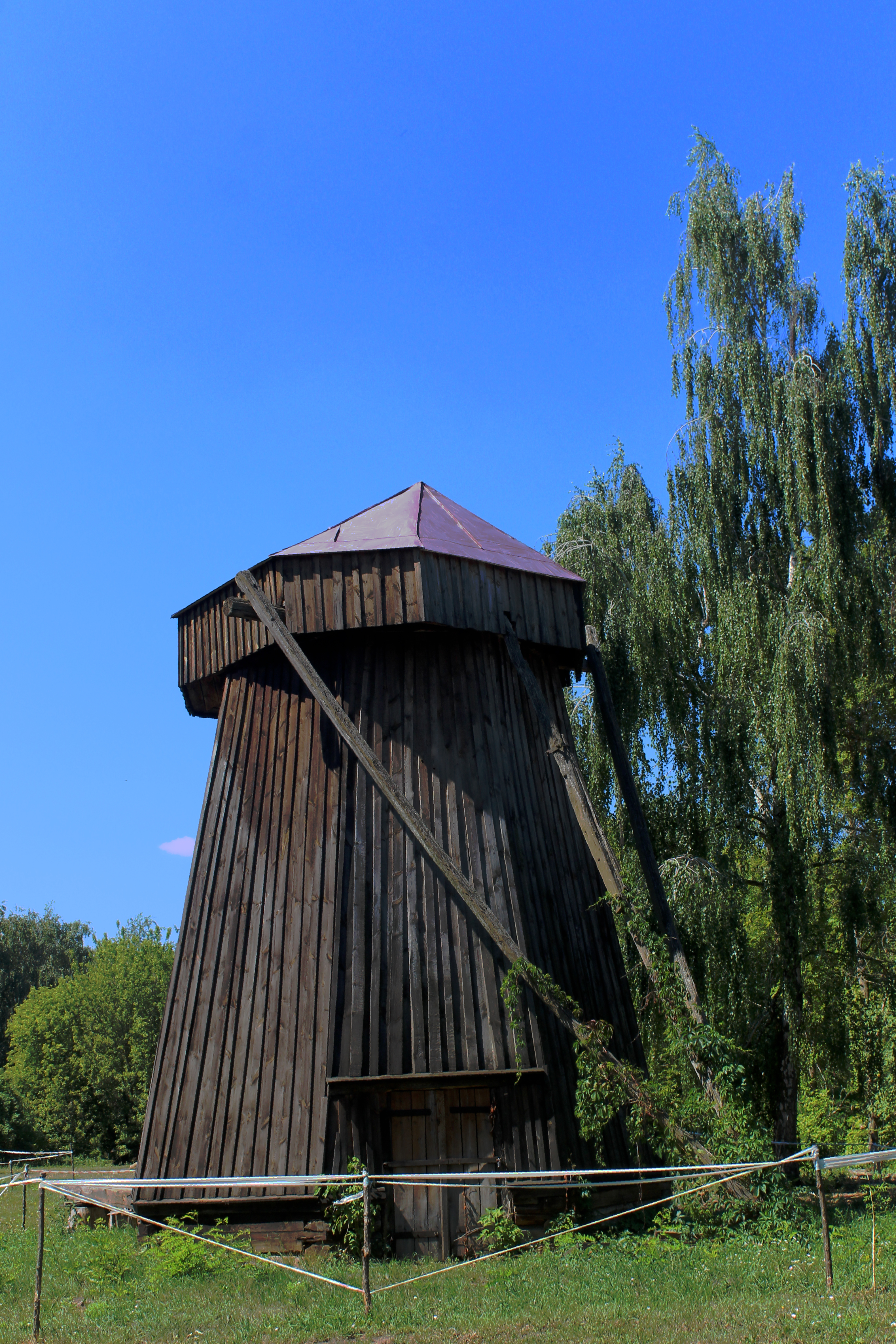
Вітряк у Музею народної архітектури та побуту Середньої Наддніпрянщини

Інші країни
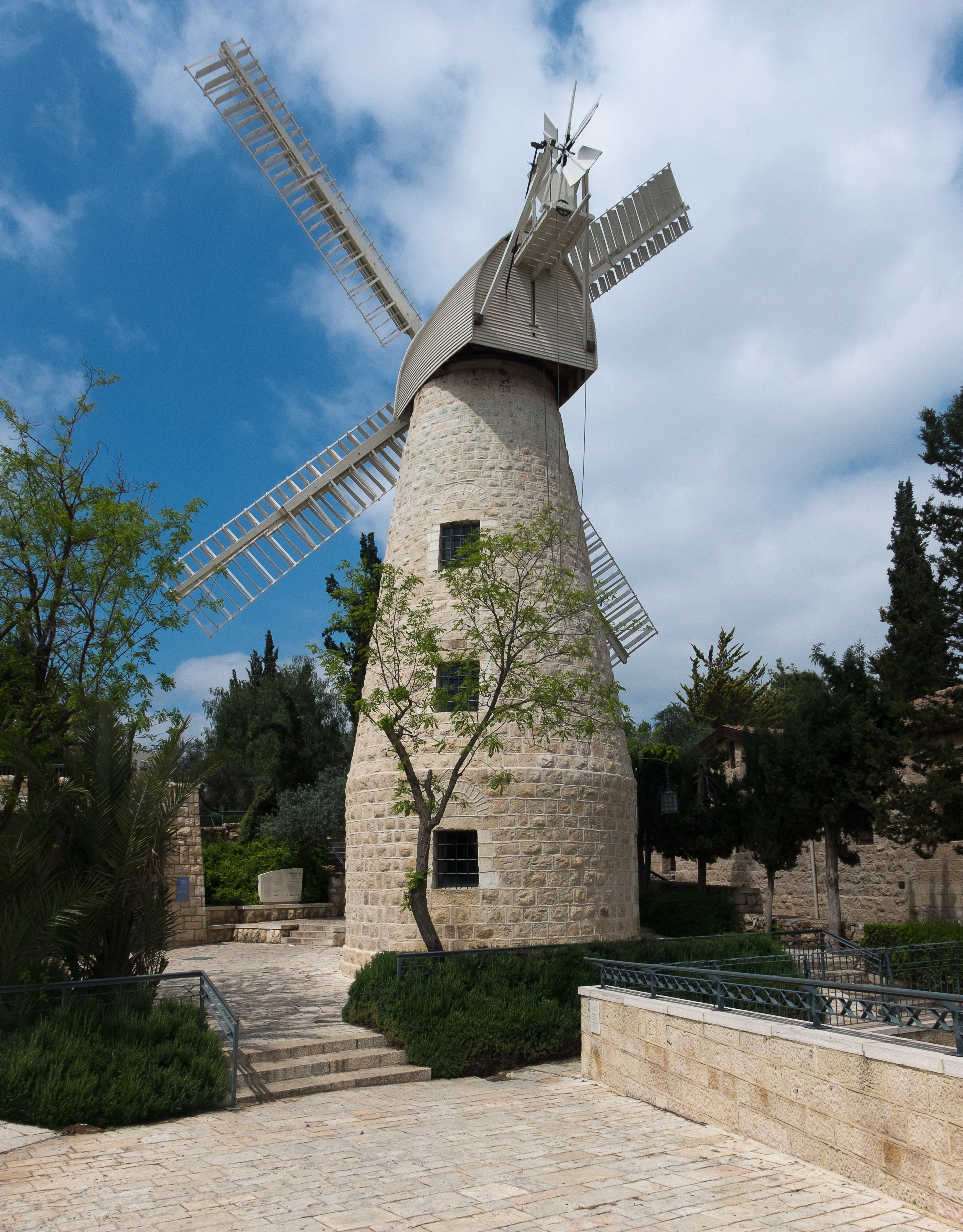
Вітряк Монтефіоре, Єрусалим, Ізраїль
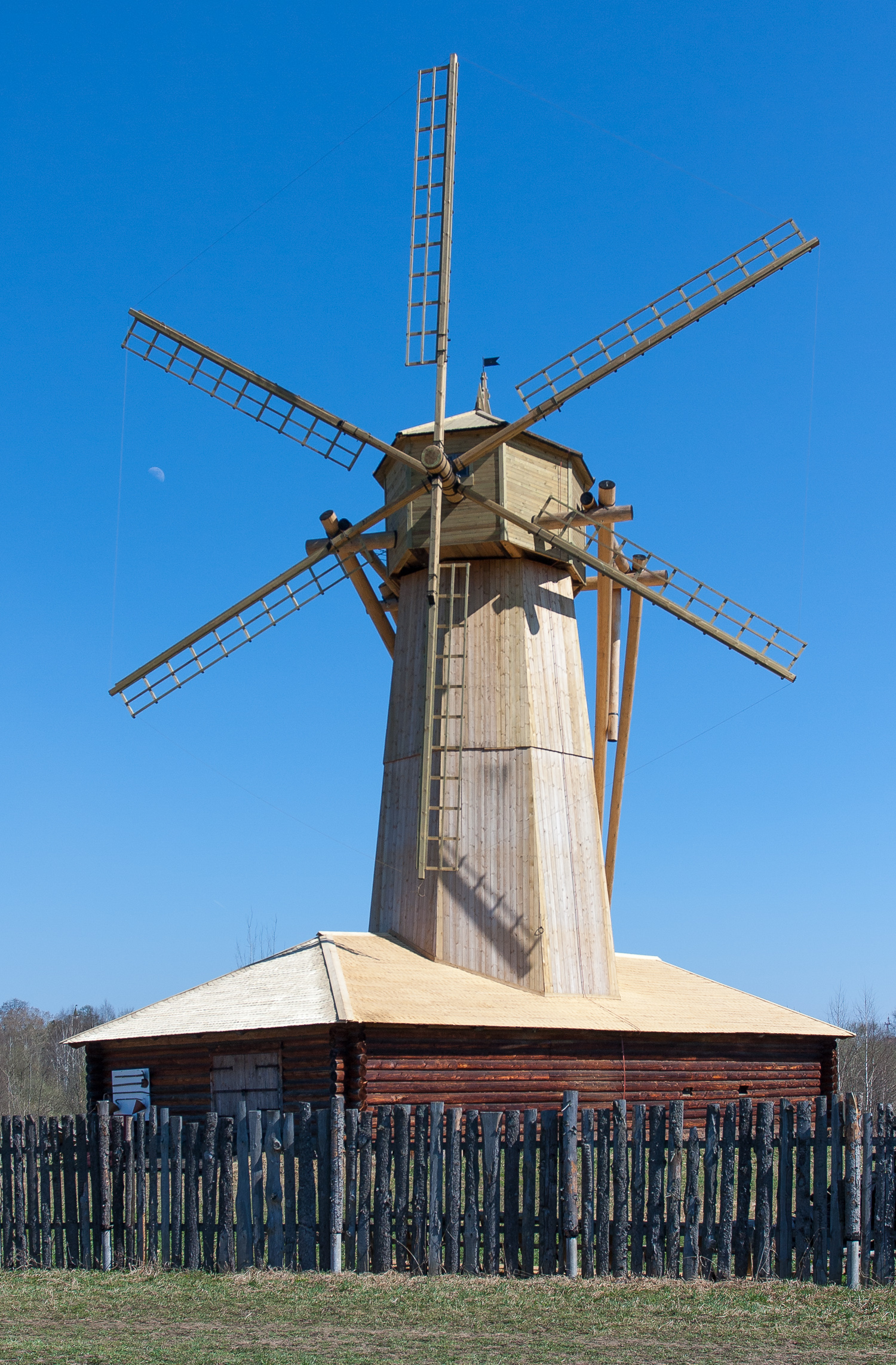
Вітряк Новоєрусалимського монастиря, Московська область, Росія.
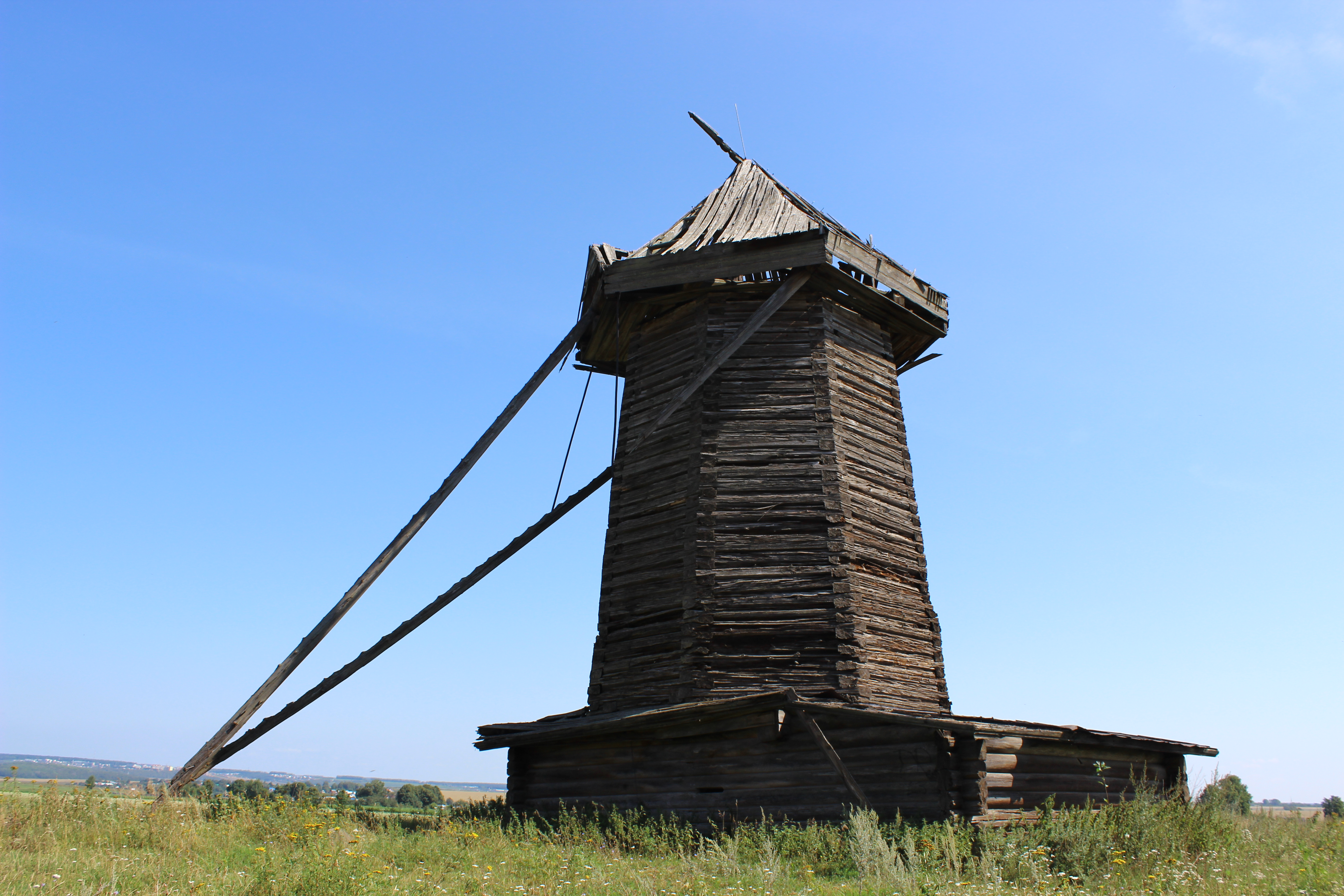
Вітряк у стані руйнування, с. Сятракаси, Чуваська республіка, Росія.
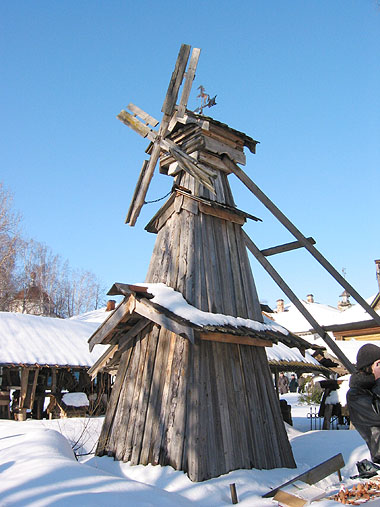
Шатровий вітряк незвичайної конструкції, м. Мишкін, Ярославська область, Росія.
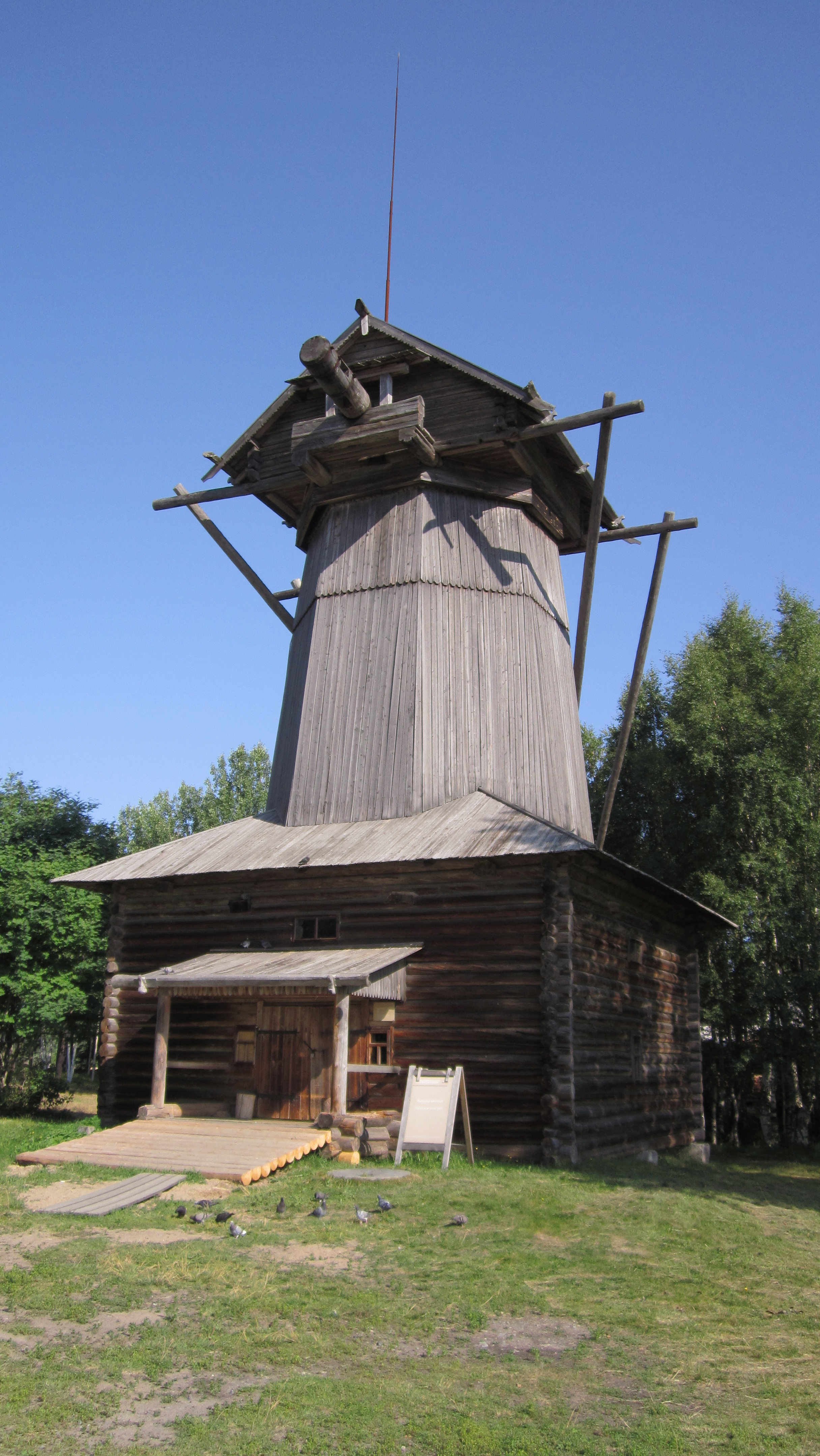
Вітряк з с. Кожпоселок Онезького району в скансені Малі Корели, Росія.
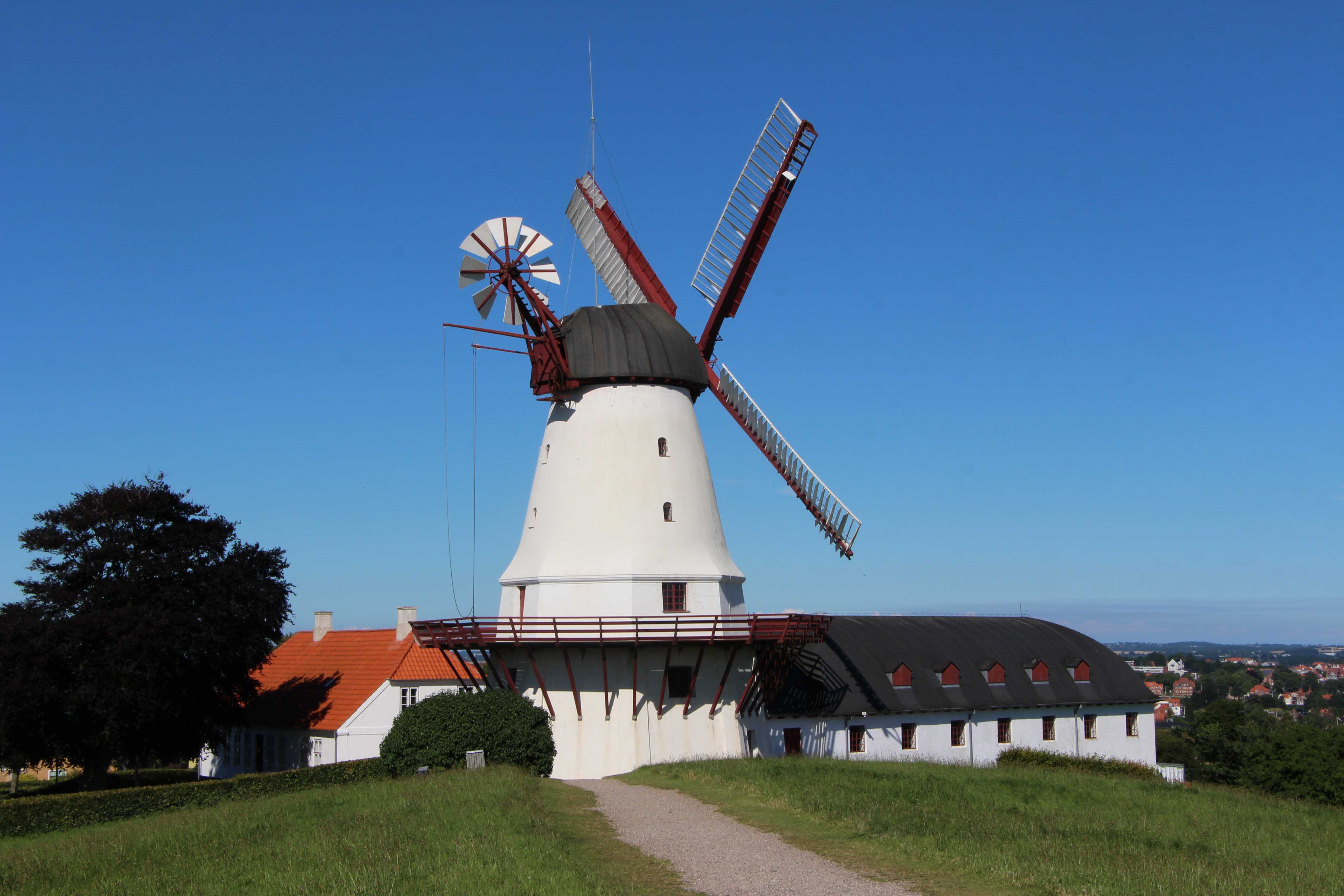
Вітряк у Дюббелі, Данія.
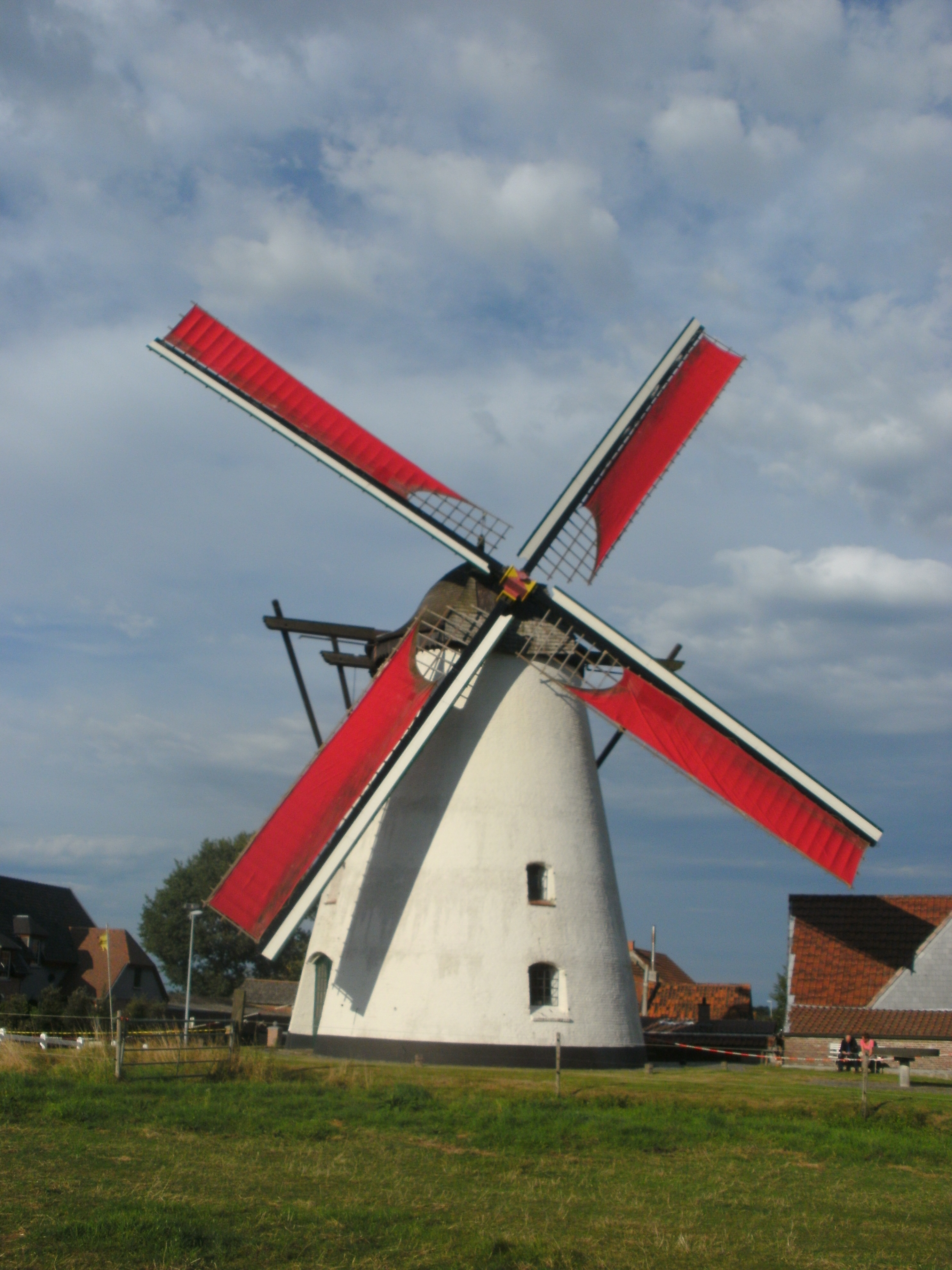
Вітряк Ter Rijst, Герзеле, Бельгія

### Будова шатрових вітряків

Шатра
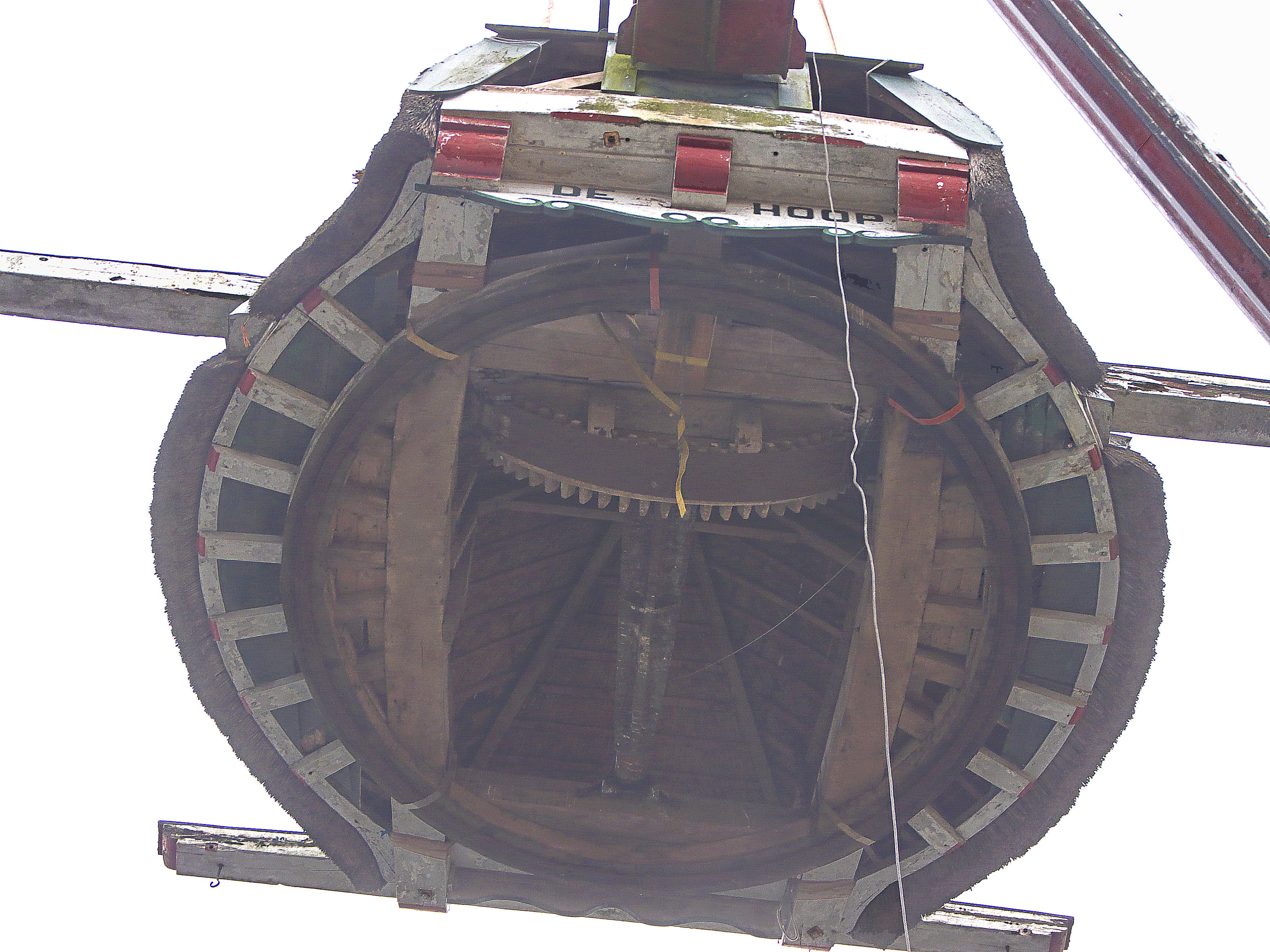
Вигляд знятого шатра знизу
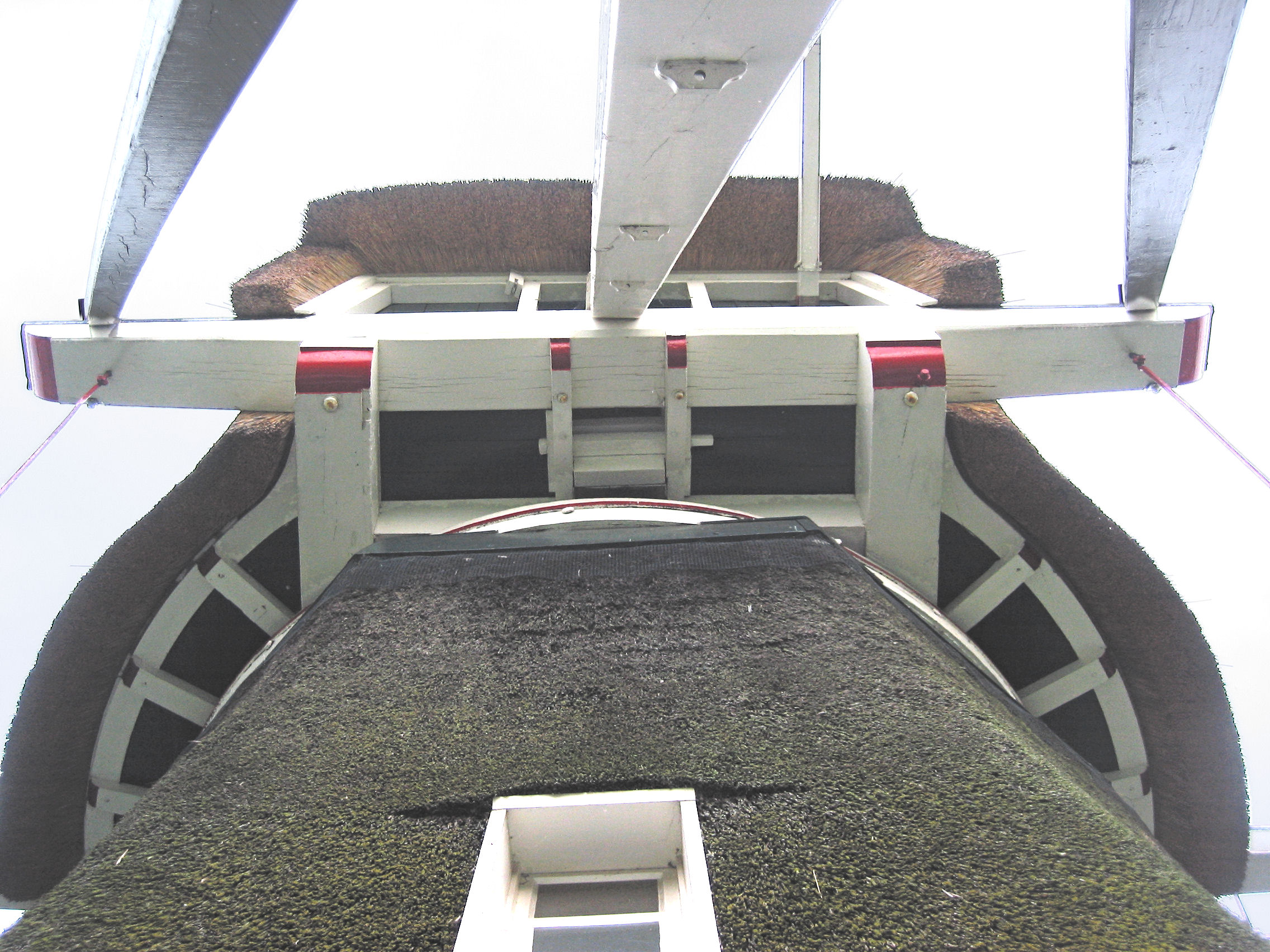
Кріплення брусів воротила до короткої випускної балки
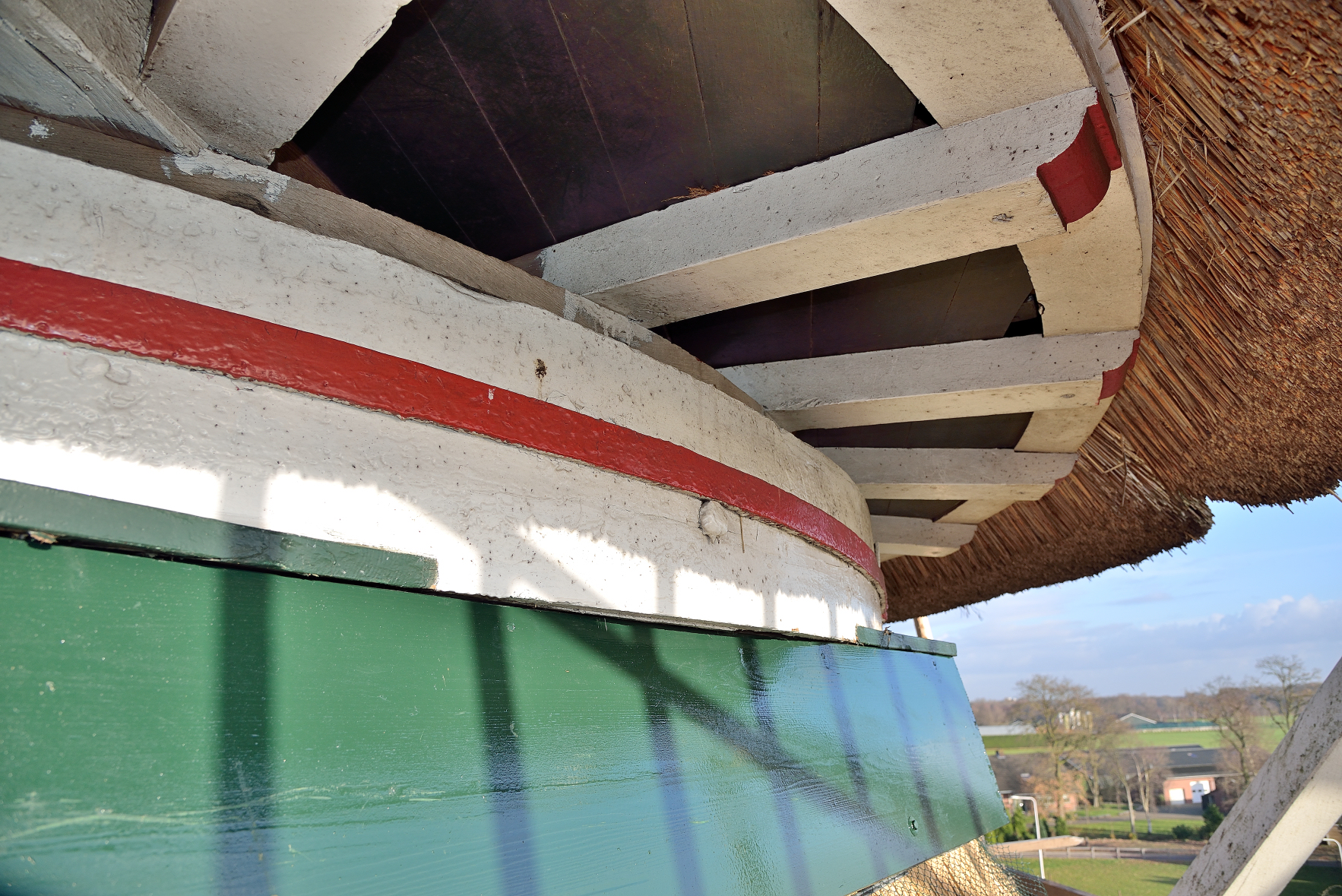
Піддашшя шатра
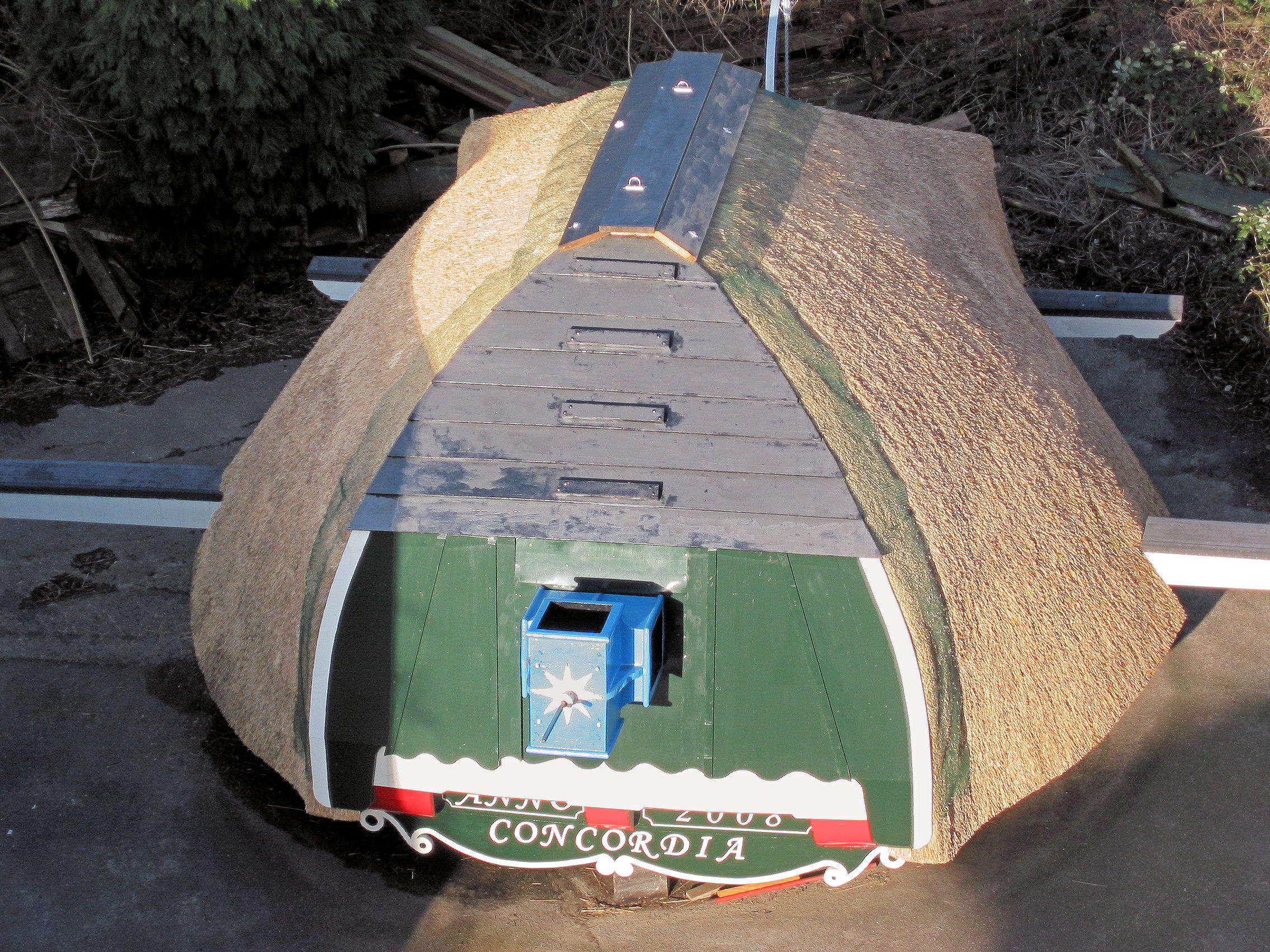
Зняте шатро з втулкою крилового вала
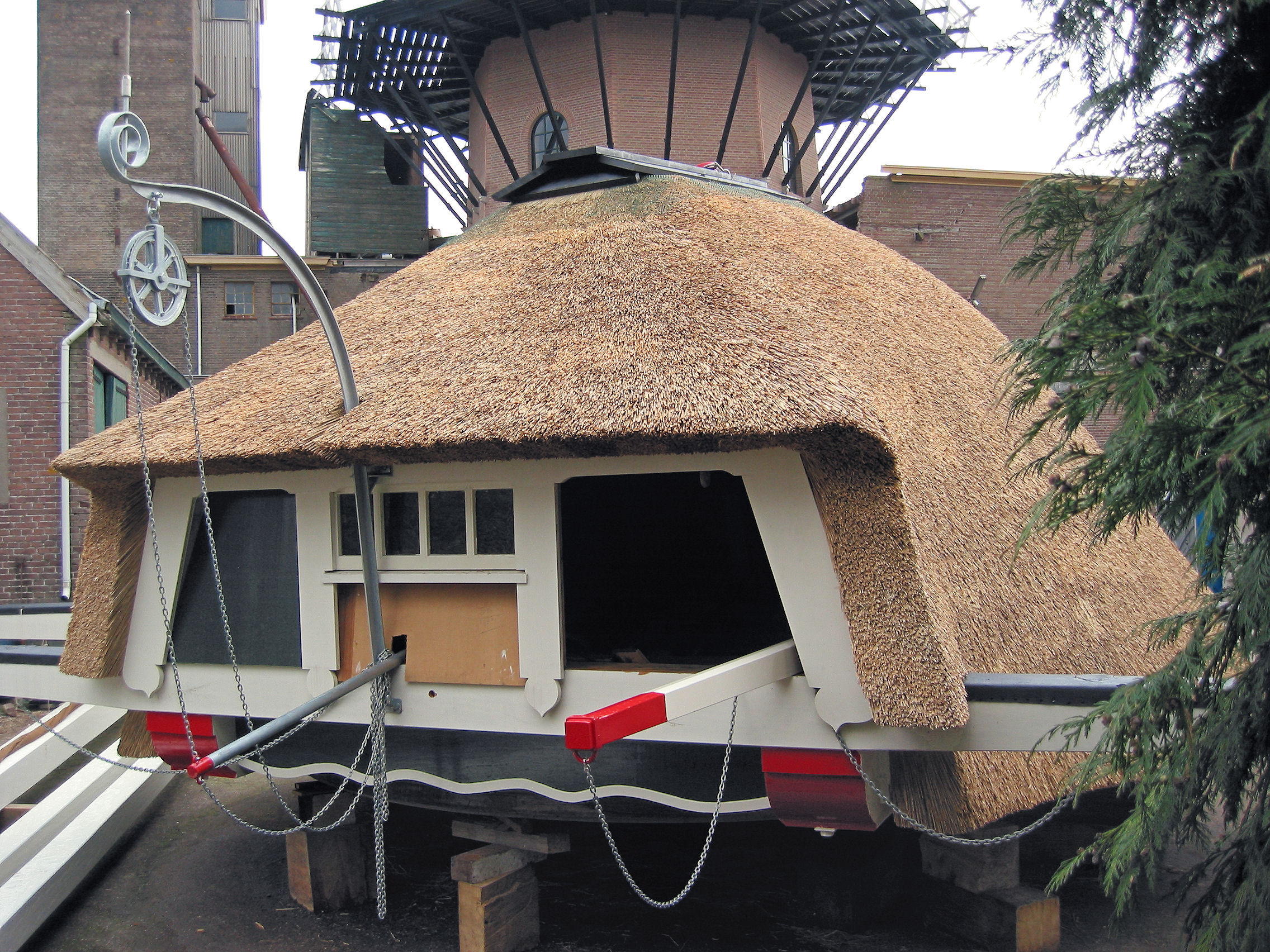
Шатро ззаду, ліворуч важіль і стріла з блоком аеродинамічного регулятора крил, праворуч зовнішній важіль гальма
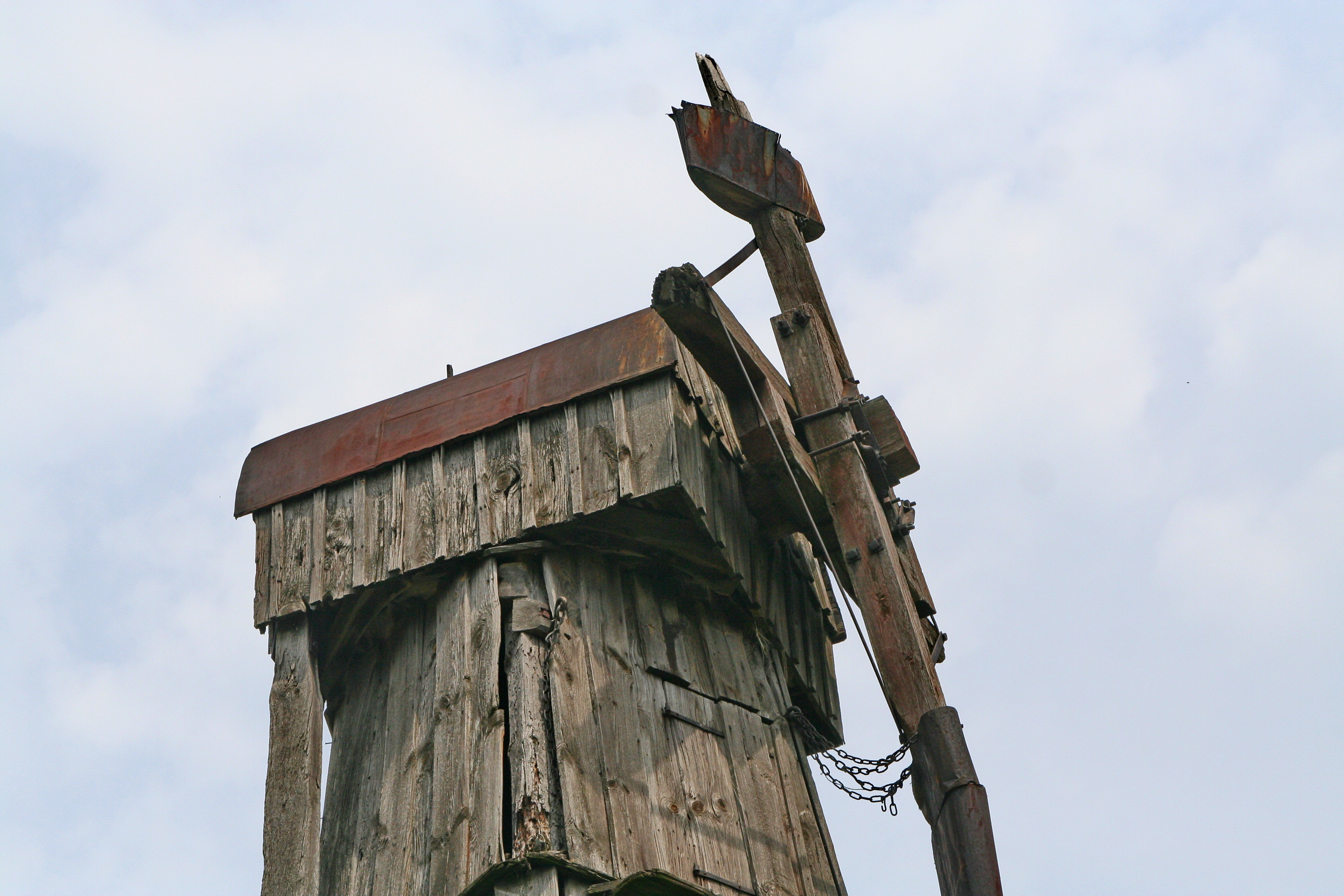
Шатро вітряка типу Д-15, с. Грищинці

Інші елементи
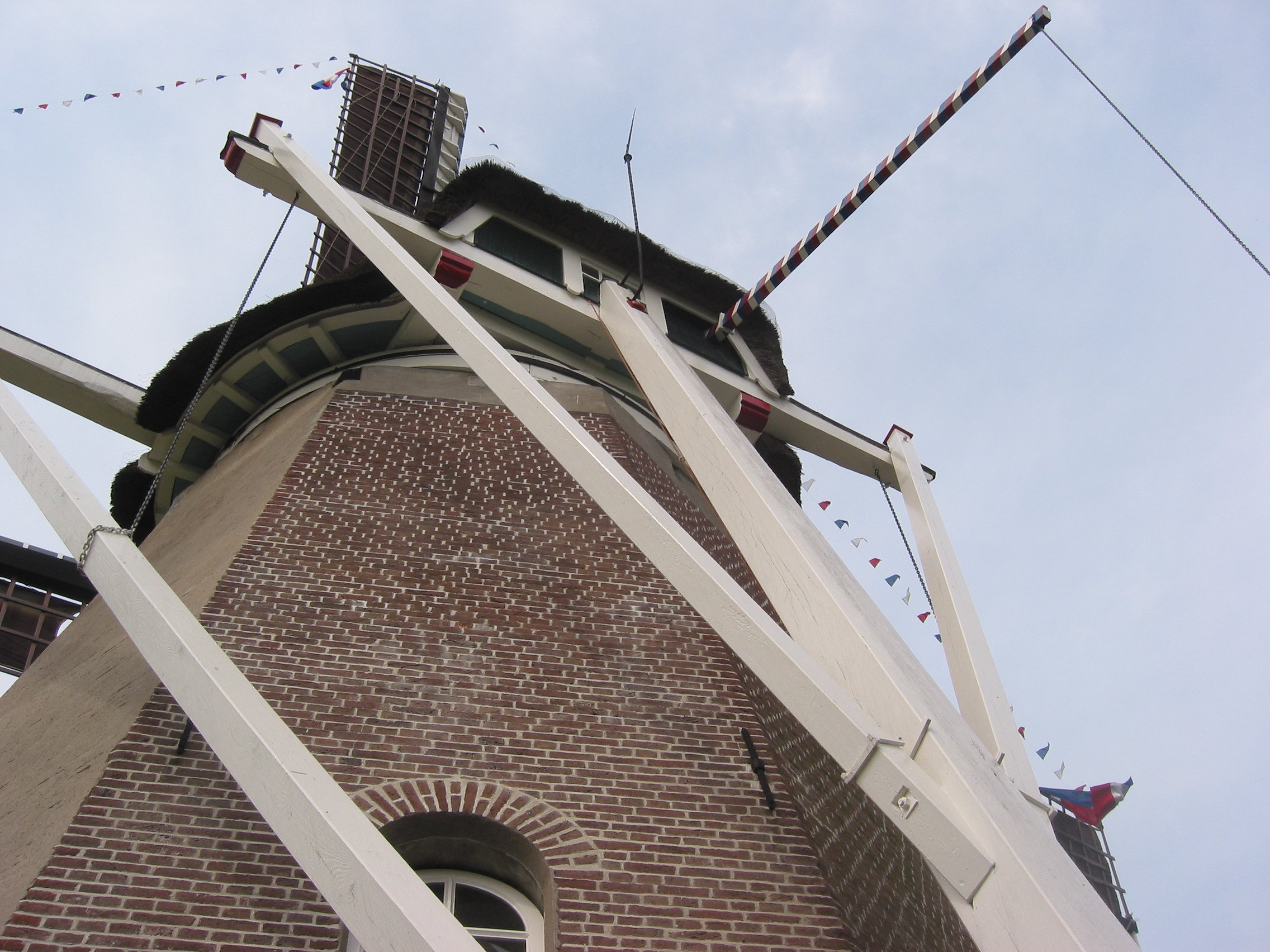
Воротило
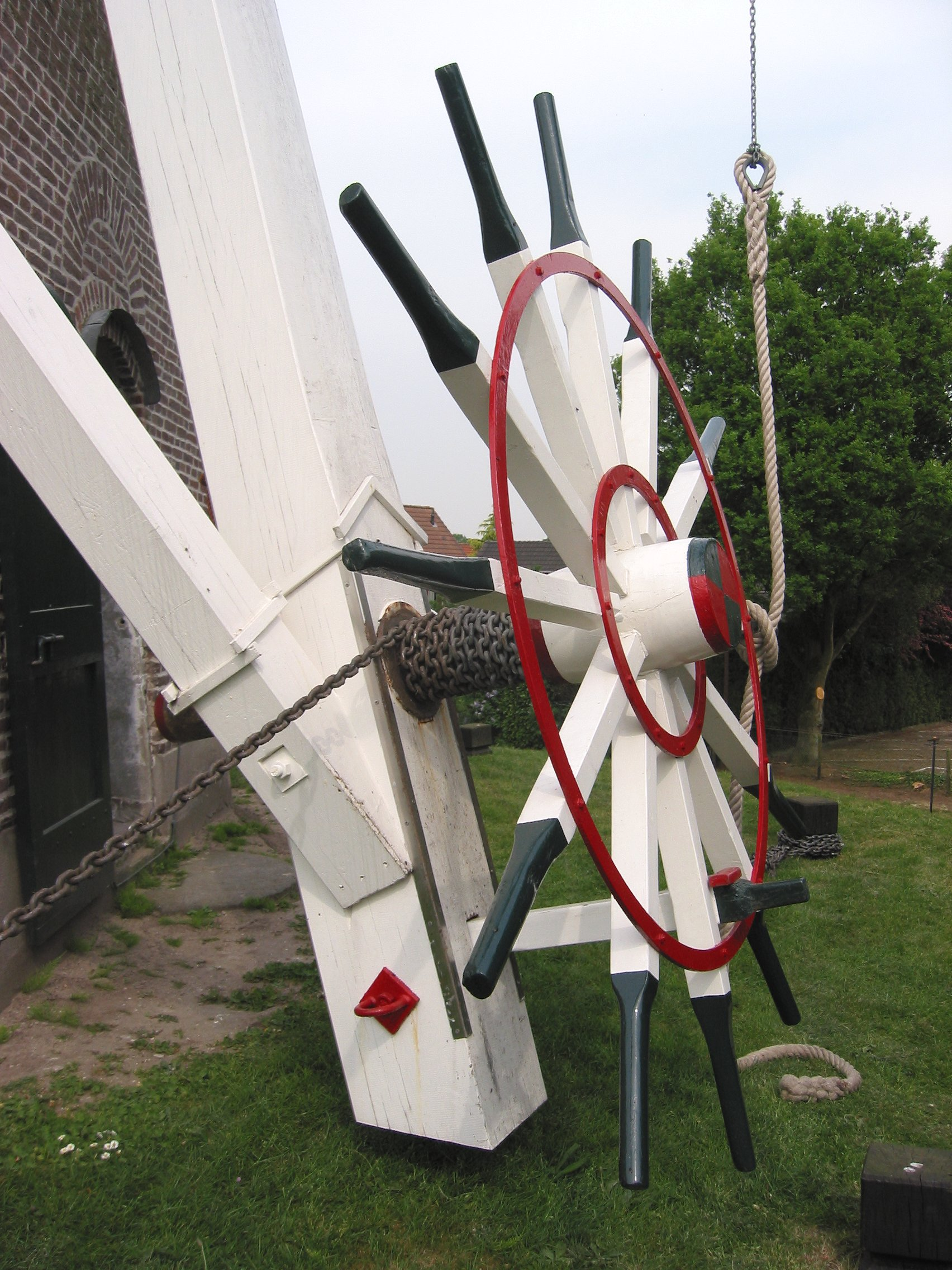
Коловорот-штурвал на кінці воротила
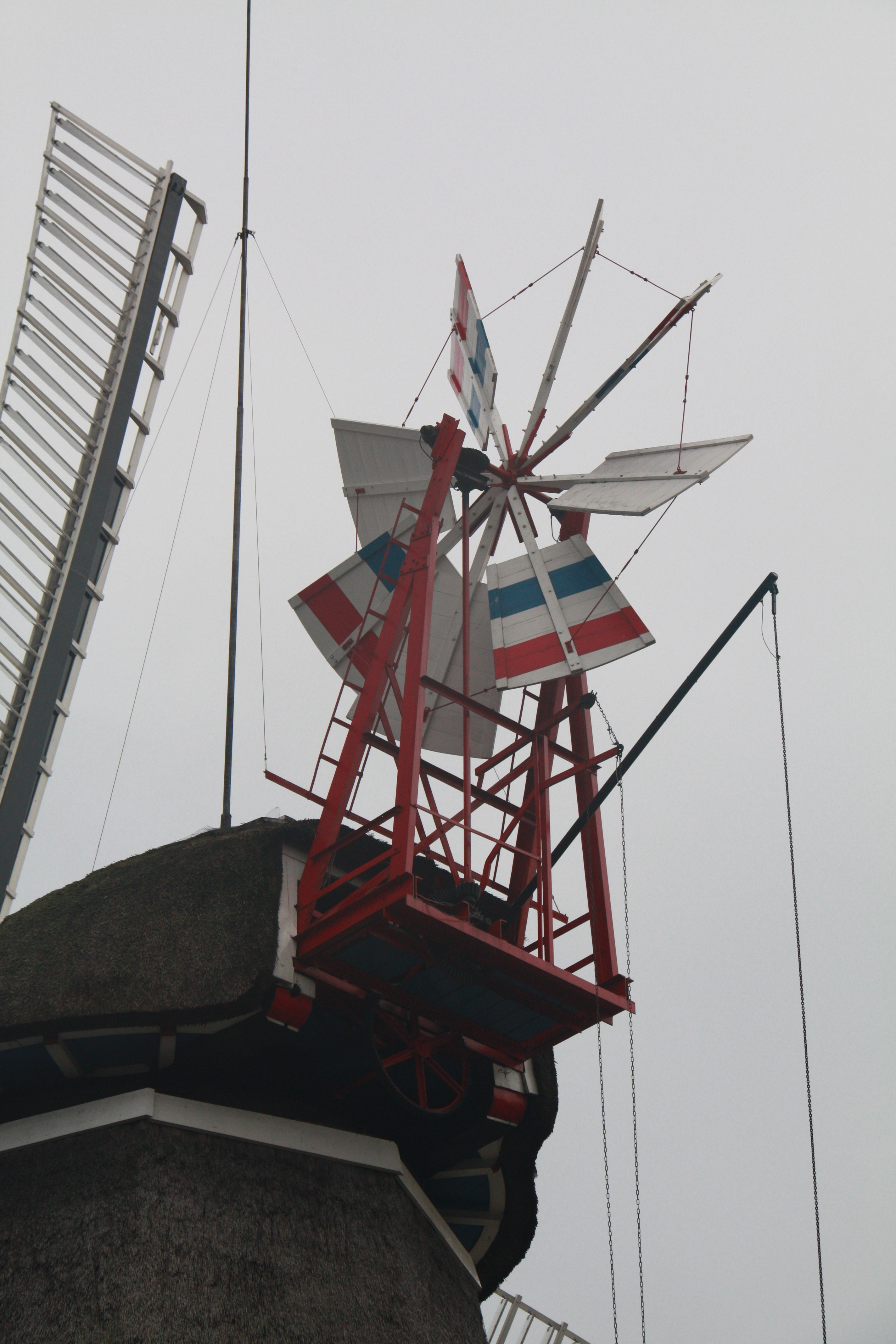
Віндроза
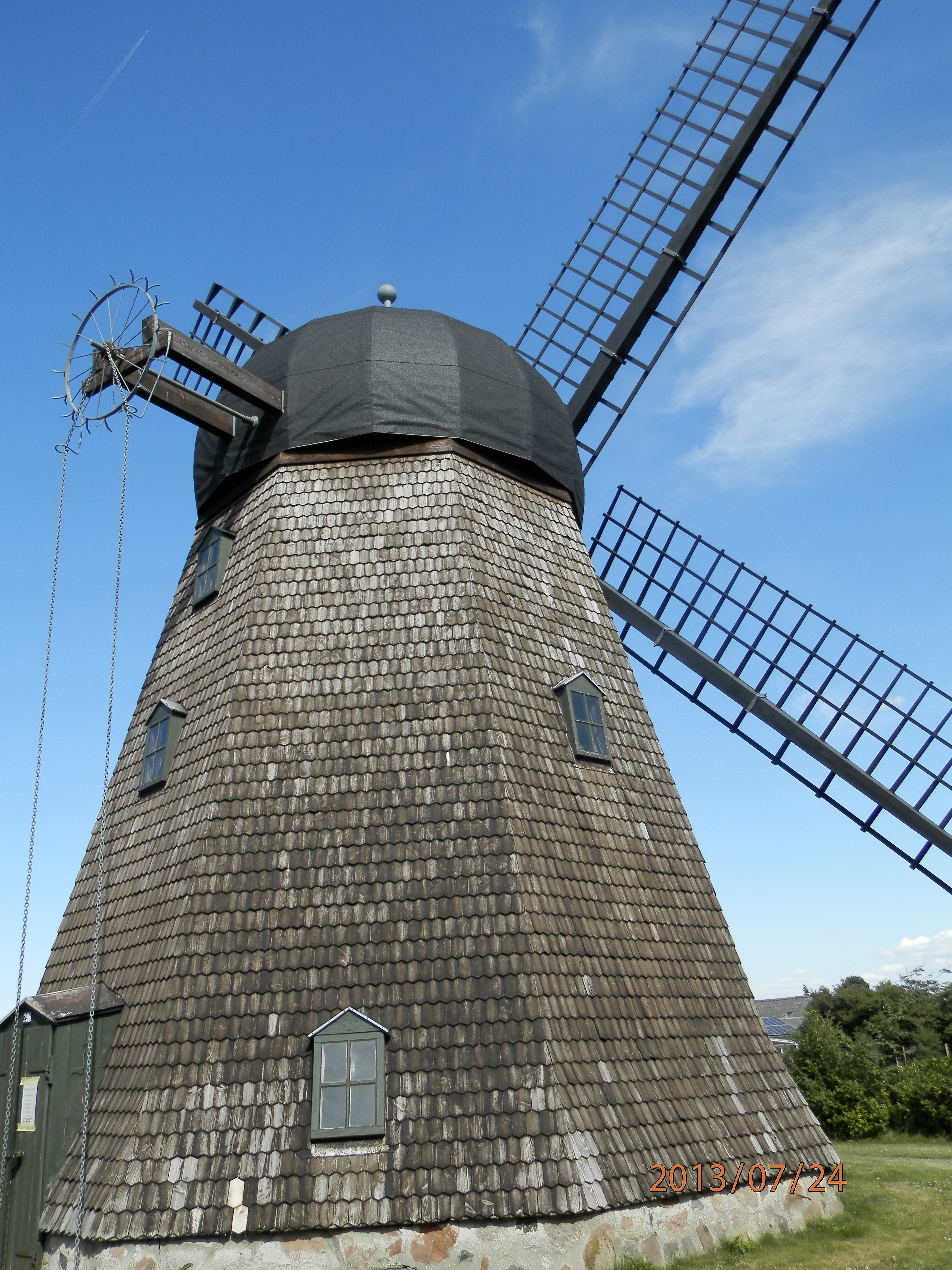
Вилкове колесо з ланцюгом на валу повороту шатра
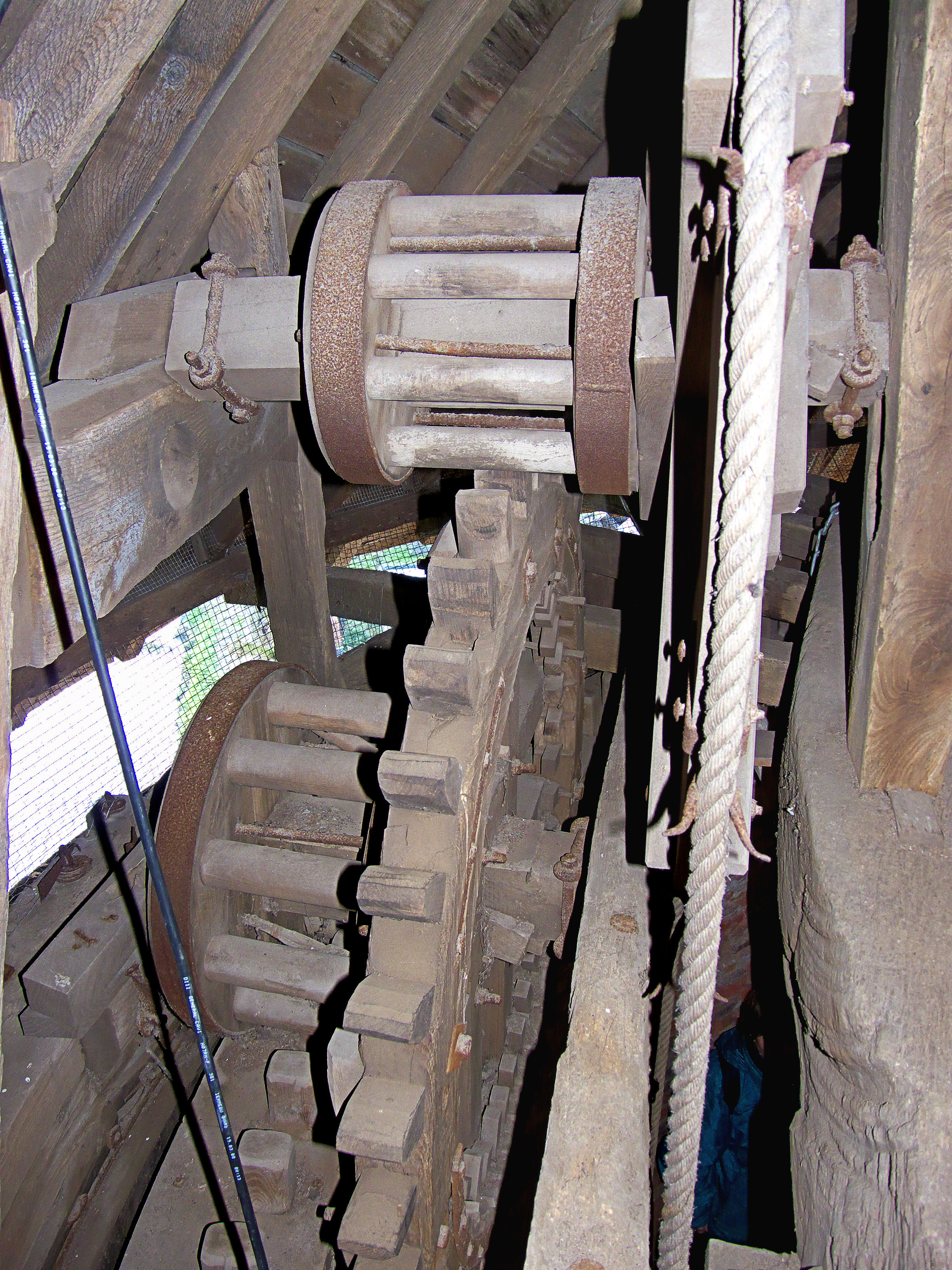
Система коліс внутрішнього повороту
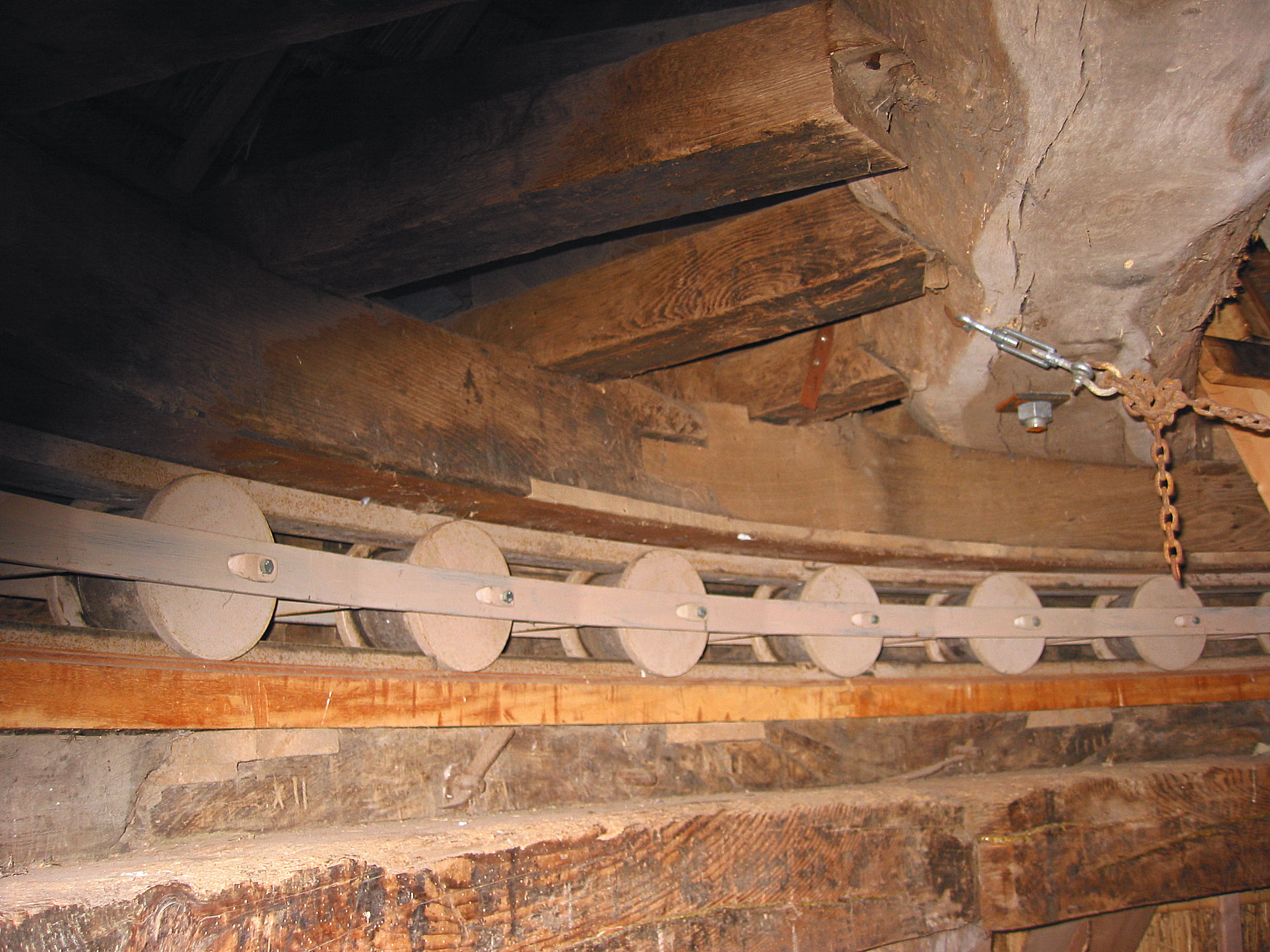
Опорно-поворотна вальниця шатра з роликами
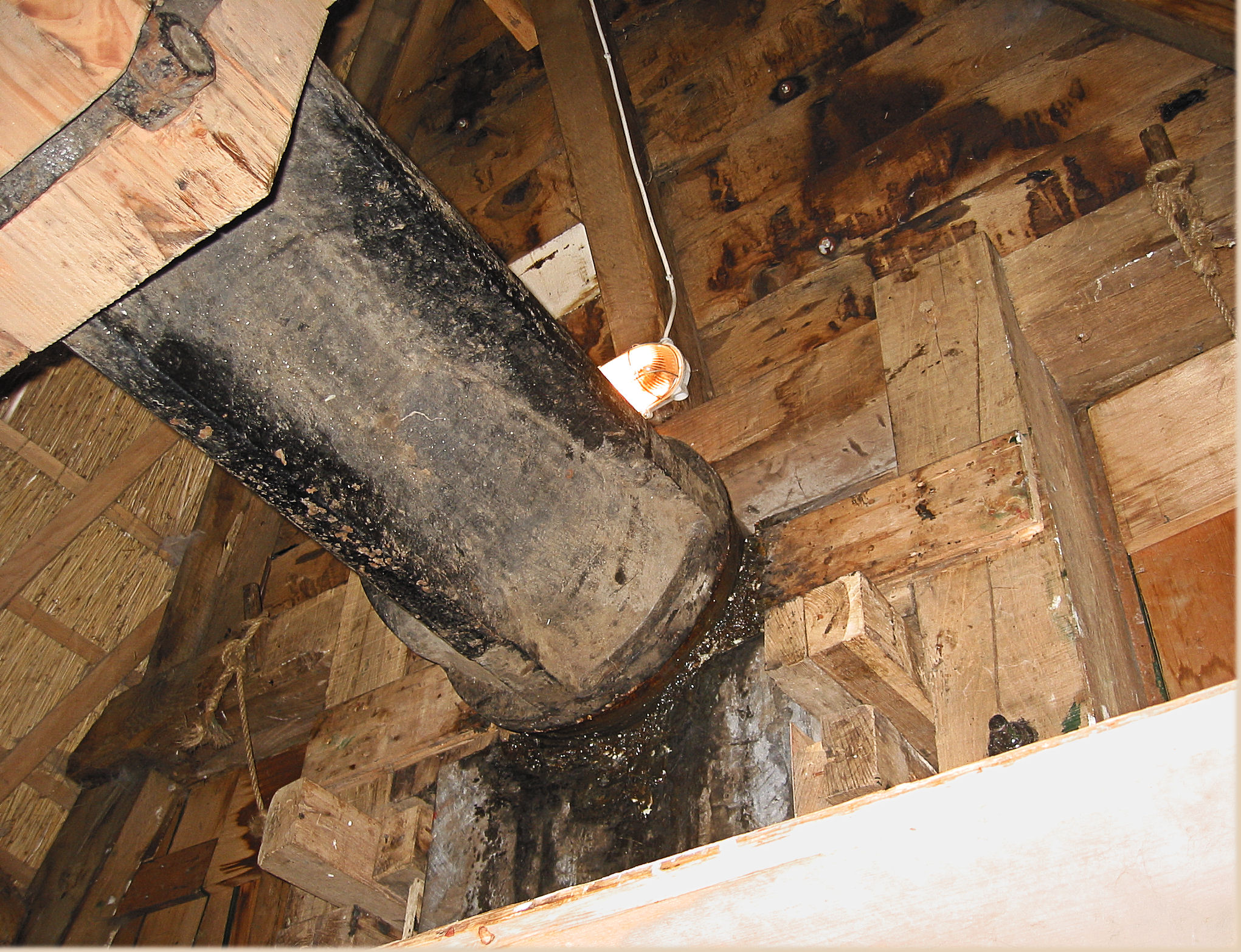
Передня частина вала
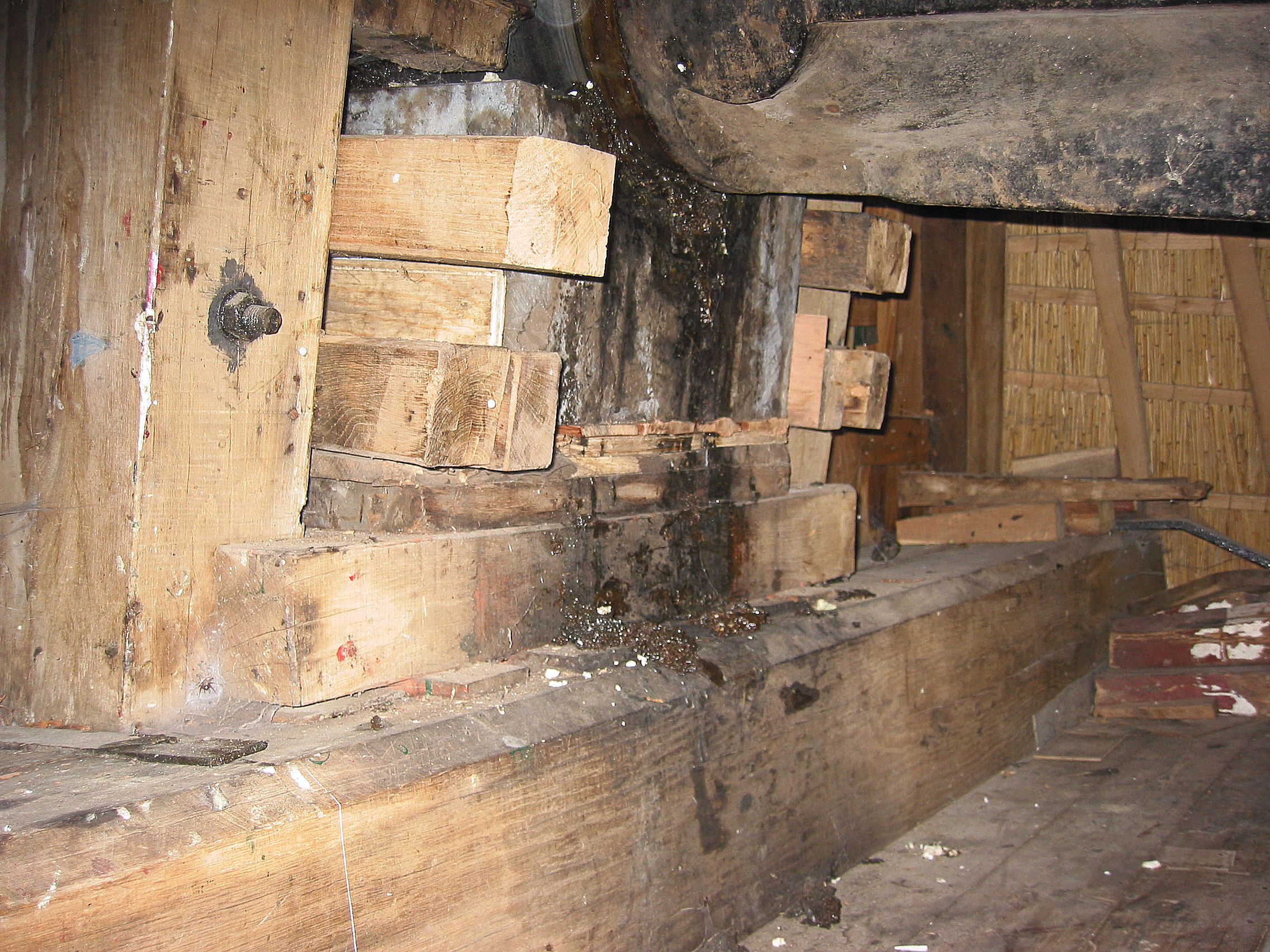
Передня частина вала на кам'яній подушці, під якою видно опорну балку («вітряну подушку»)
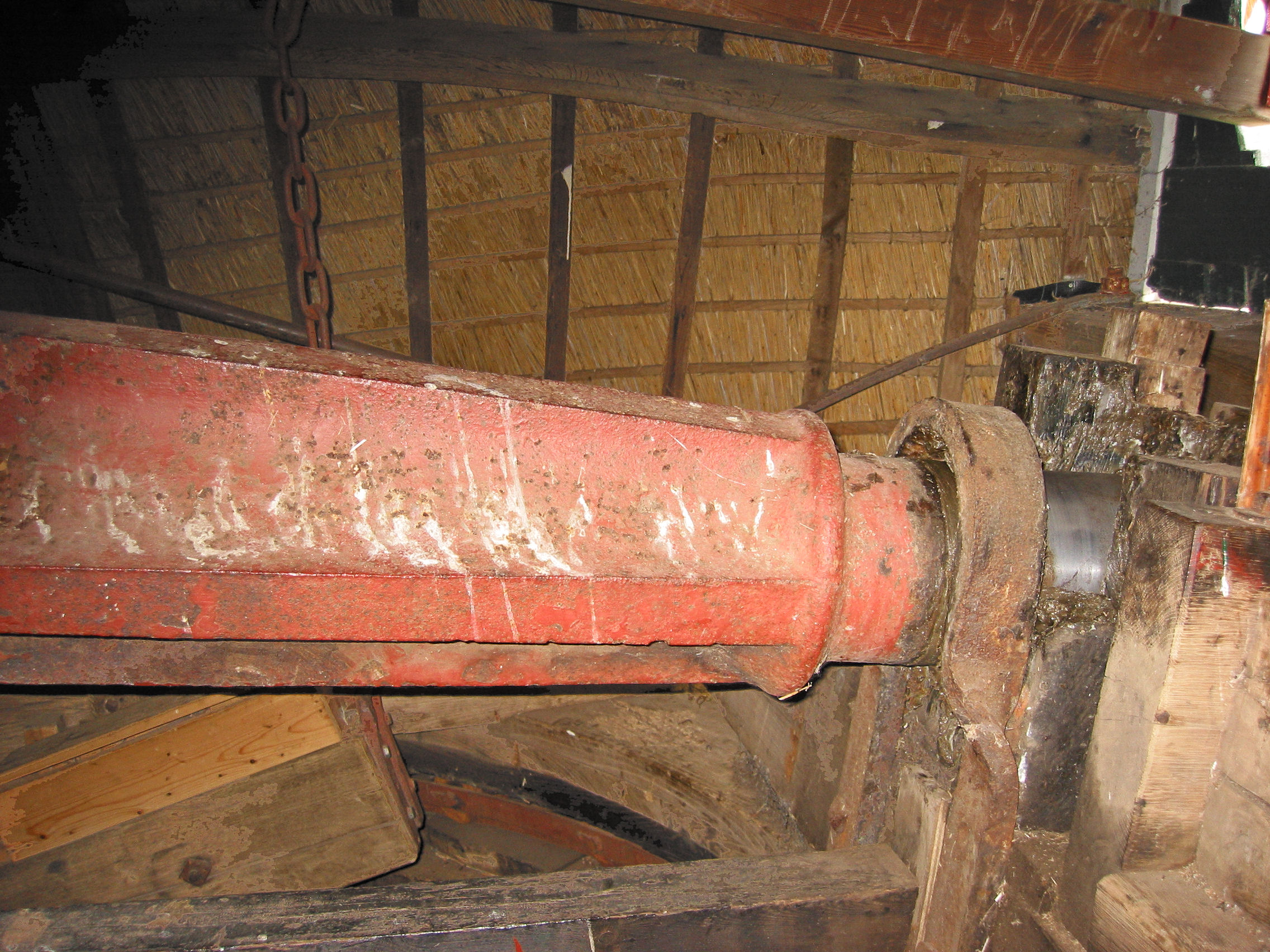
Задній кінець крилового вала на опорній балці
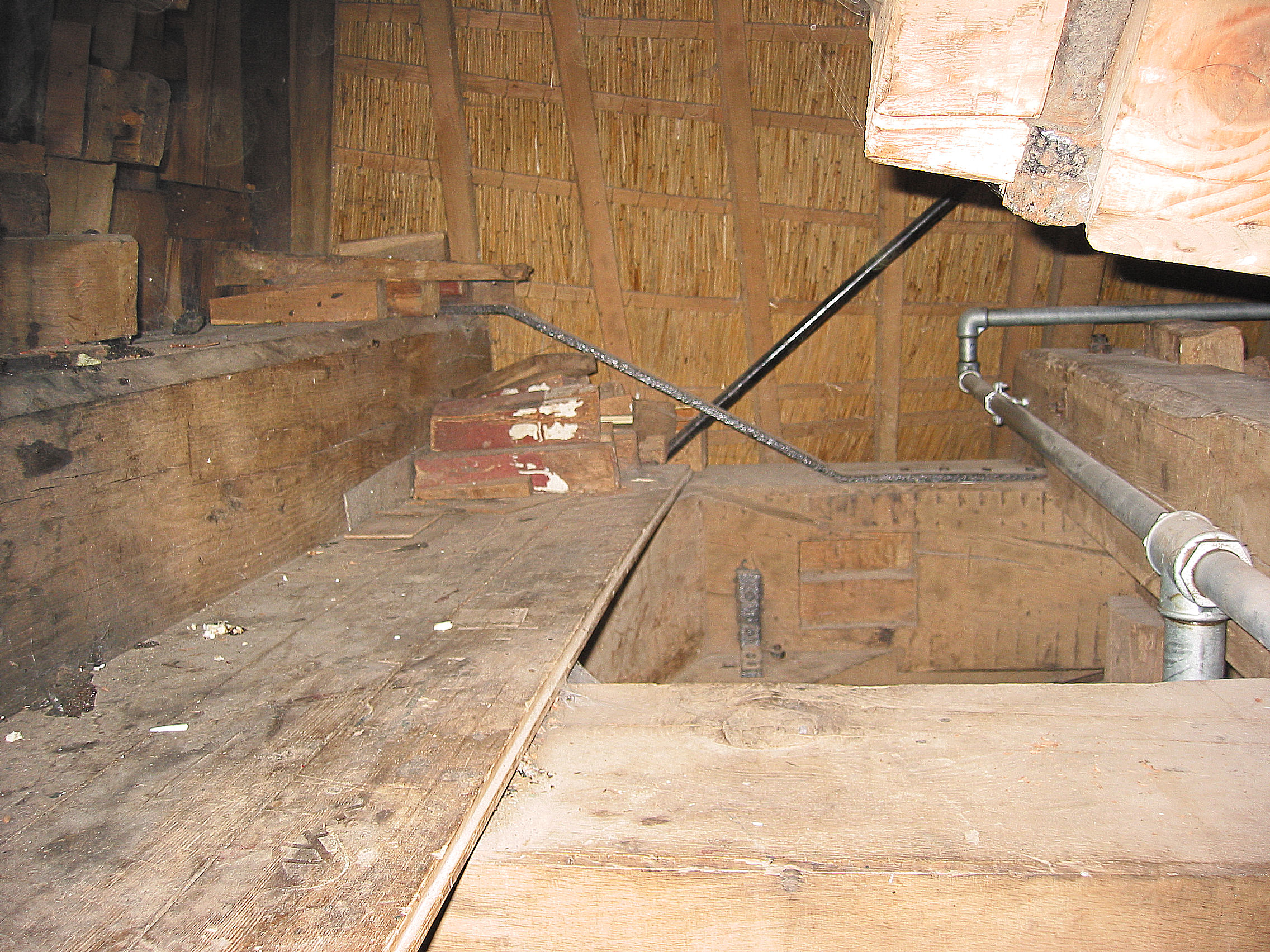
Опорна балка під отвором вала (сам вал знято), під поперечною балкою видно балку-«бургомістр»
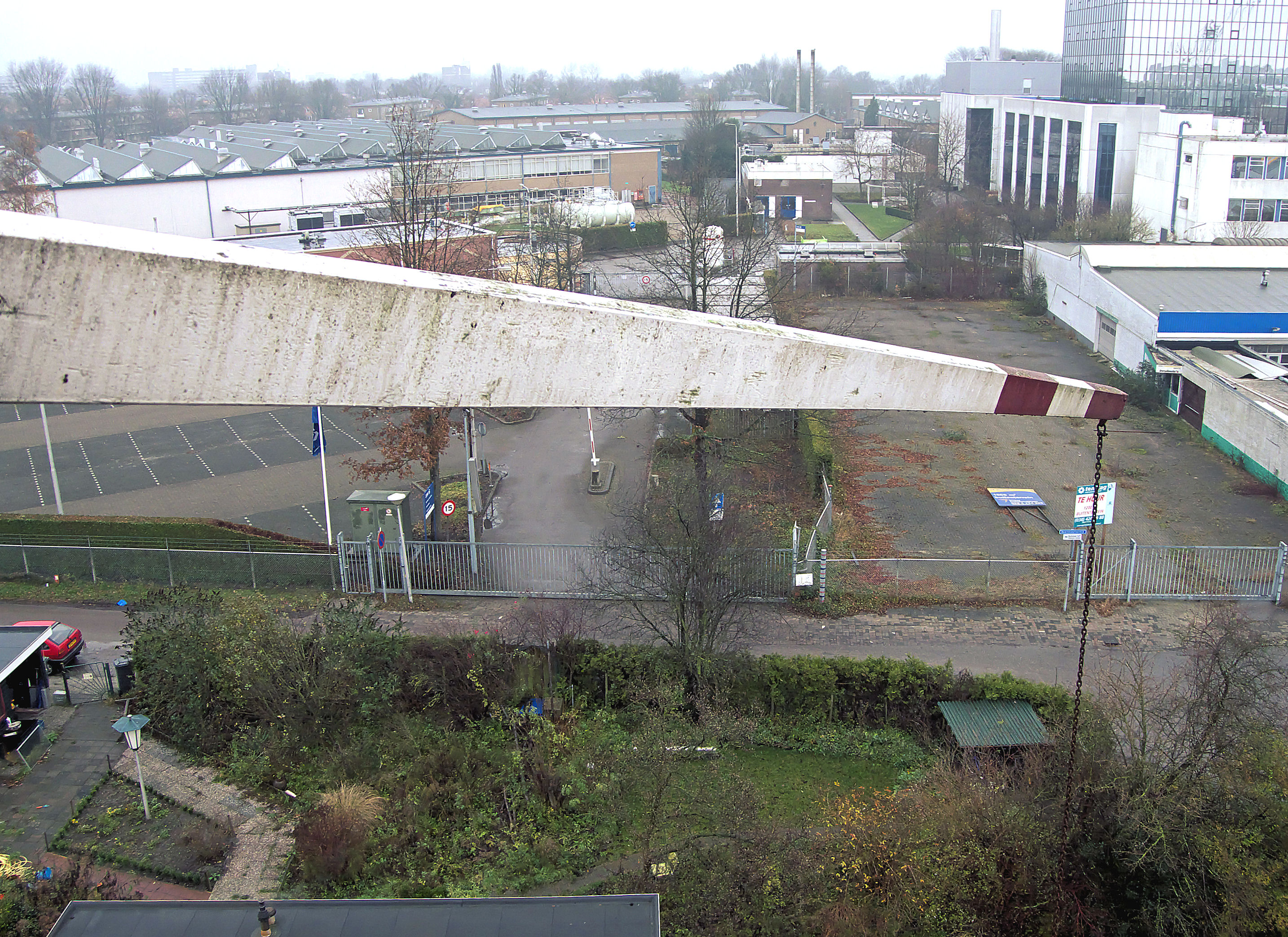
Важіль гальма крилового вала

Кресленики
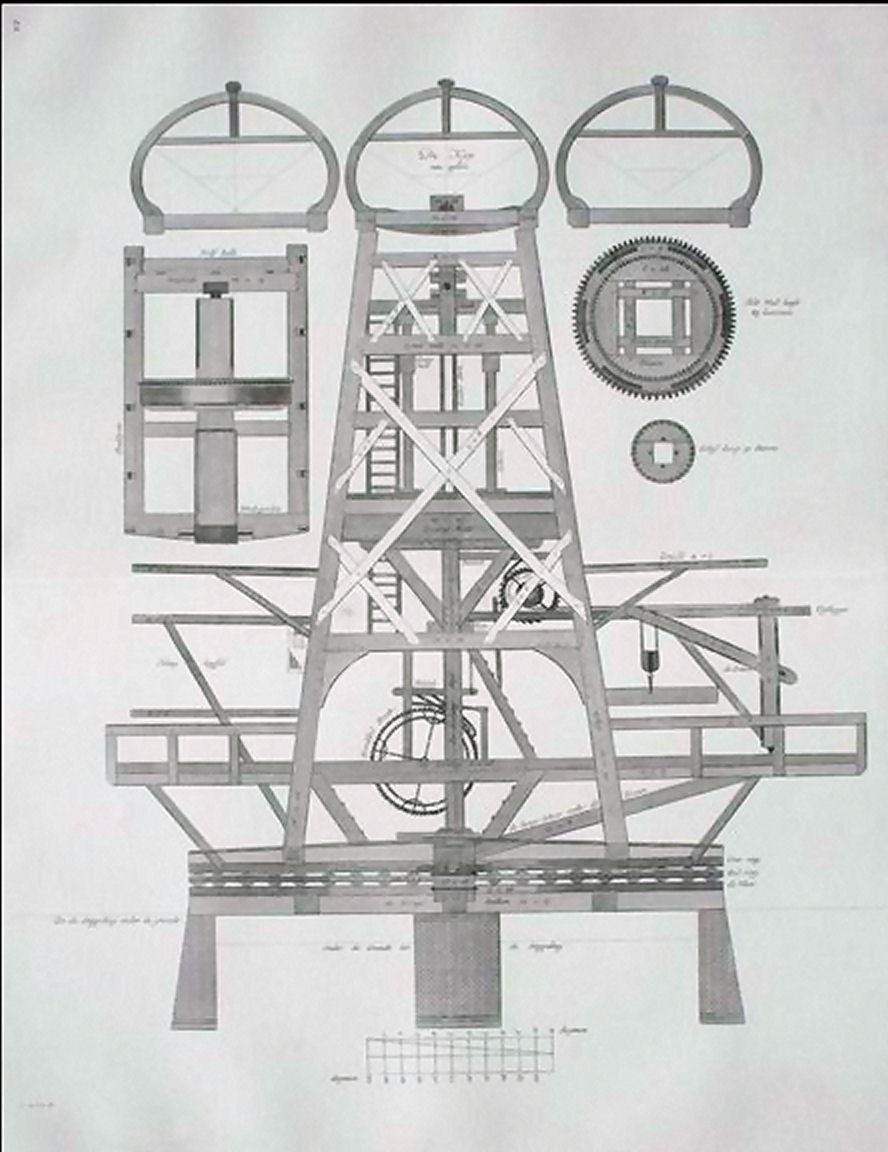
Вертикальний розріз шатрового вітряка
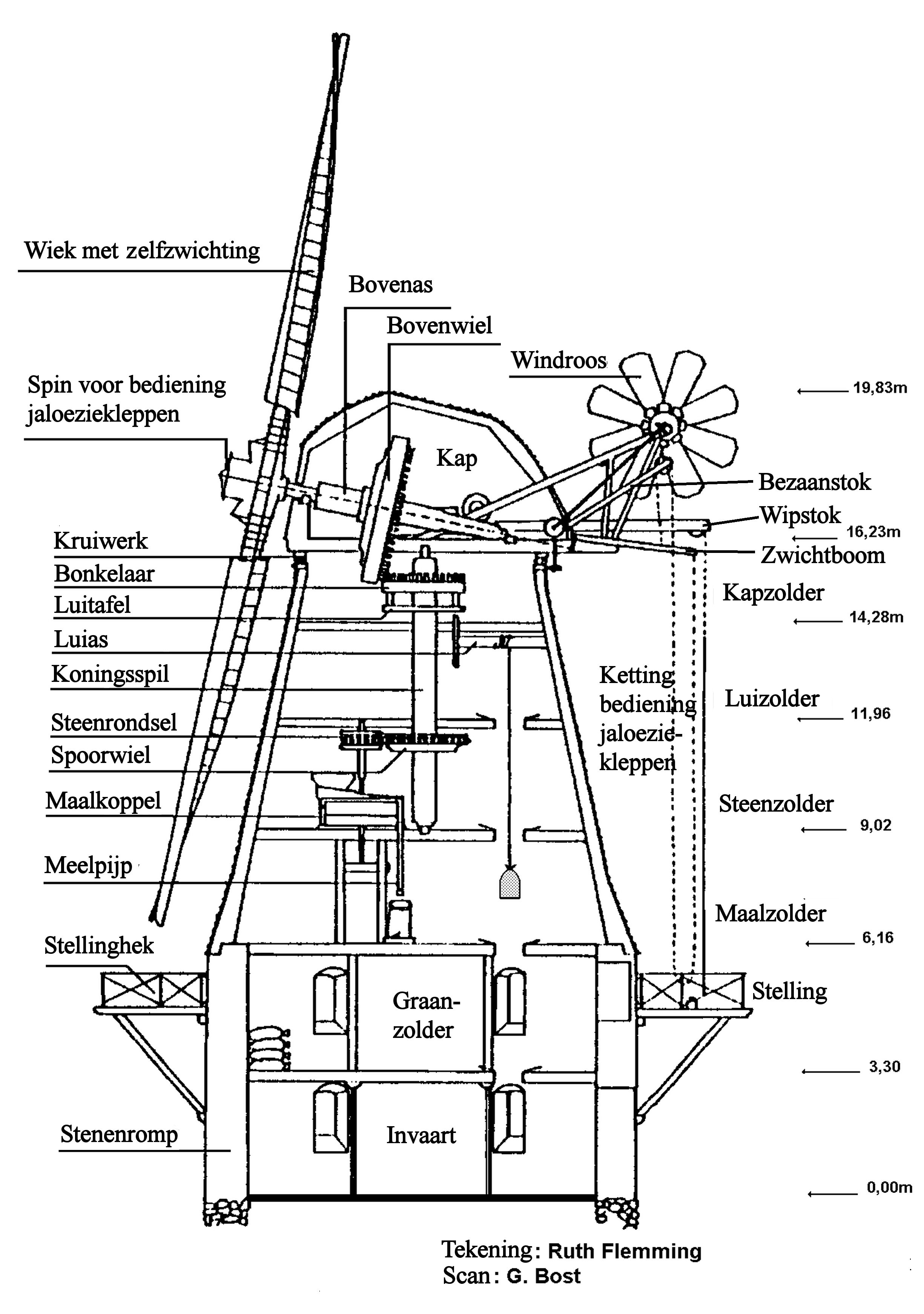
Схема шатрового вітряка на один посад
Шатровий вітряк, обладнаний як вітряний насос з архімедовим гвинтом
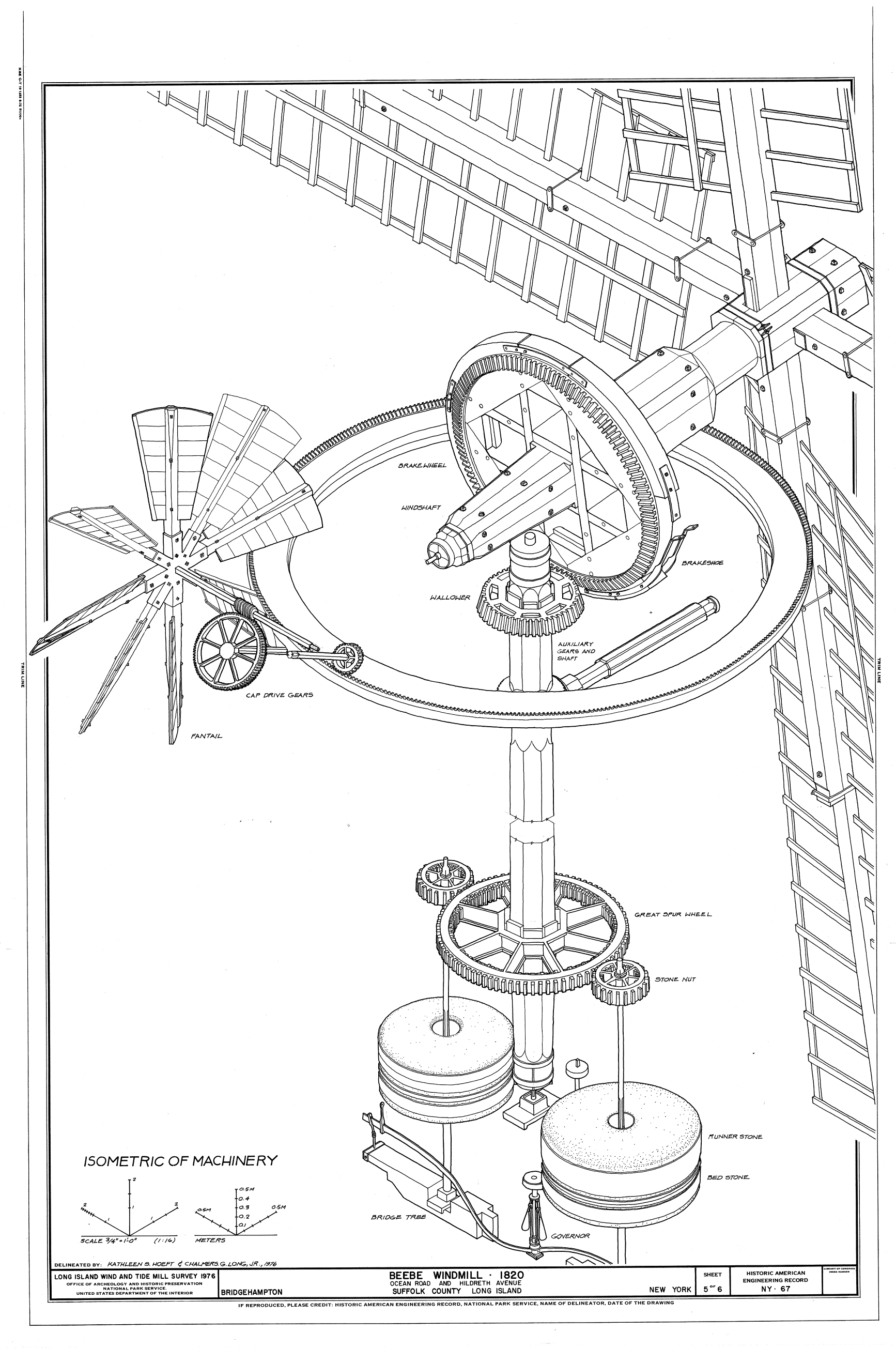
Схема механізму вітряка на два посади з вертушкою орієнтації і гальмом на колесі крилового вала
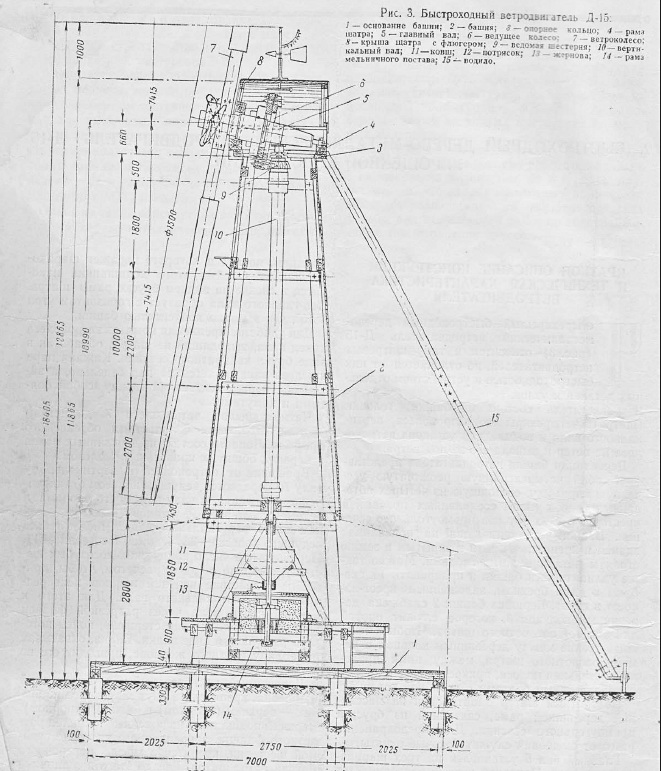
Кресленик вітряка Д-15